# Lista de asteroides (251001-252000)
Esta é uma lista parcial de asteroides, do asteroide número 251001 até o 252000, inclusive. Veja também o índice com todas as listas disponíveis.

| Objeto Próximos à Terra | Cinturão de asteroides (interno) | Cinturão de asteroides (externo) | Centauro       |
| Cruzador de Marte       | Cinturão de asteroides (meio)    | Troianos de Júpiter              | Transnetuniano |

Veja mais dados de cada asteroide na ligação externa para o Minor Planet Center na última coluna.
Índice: 251001... 251101... 251201... 251301... 251401... 251501... 251601... 251701... 251801... 251901... 

## 251001–251100
| Designação       | Designação | Descoberta  | Descoberta       | Descobridor(es)       | Categoria | Mais informações / Referência |
| Permanente       | Provisória | Data        | Local            | Descobridor(es)       | Categoria | Mais informações / Referência |
| ---------------- | ---------- | ----------- | ---------------- | --------------------- | --------- | ----------------------------- |
| 251001 Sluch     | 2006 OM14  | 28 jul 2006 | Andrushivka      | Andrushivka Obs.      | —         | MPC                           |
| 251002           | 2006 OP21  | 21 jul 2006 | Mount Lemmon     | Mount Lemmon Survey   | —         | MPC                           |
| 251003           | 2006 PB    | 1 ago 2006  | Pla D'Arguines   | R. Ferrando           | —         | MPC                           |
| 251004           | 2006 PO3   | 12 ago 2006 | Palomar          | NEAT                  | —         | MPC                           |
| 251005           | 2006 PP4   | 13 ago 2006 | Palomar          | NEAT                  | —         | MPC                           |
| 251006           | 2006 PO12  | 13 ago 2006 | Palomar          | NEAT                  | —         | MPC                           |
| 251007           | 2006 PX15  | 15 ago 2006 | Palomar          | NEAT                  | —         | MPC                           |
| 251008           | 2006 PN25  | 13 ago 2006 | Palomar          | NEAT                  | —         | MPC                           |
| 251009           | 2006 PF29  | 12 ago 2006 | Palomar          | NEAT                  | —         | MPC                           |
| 251010           | 2006 PU31  | 14 ago 2006 | Siding Spring    | SSS                   | —         | MPC                           |
| 251011           | 2006 PP32  | 15 ago 2006 | Palomar          | NEAT                  | Eos       | MPC                           |
| 251012           | 2006 PE38  | 14 ago 2006 | Palomar          | NEAT                  | —         | MPC                           |
| 251013           | 2006 PF41  | 14 ago 2006 | Palomar          | NEAT                  | —         | MPC                           |
| 251014           | 2006 QR4   | 18 ago 2006 | Piszkéstető      | K. Sárneczky, Z. Kuli | —         | MPC                           |
| 251015           | 2006 QA6   | 19 ago 2006 | Piszkéstető      | K. Sárneczky, Z. Kuli | —         | MPC                           |
| 251016           | 2006 QA30  | 19 ago 2006 | Palomar          | NEAT                  | —         | MPC                           |
| 251017           | 2006 QJ30  | 20 ago 2006 | Palomar          | NEAT                  | —         | MPC                           |
| 251018 Liubirena | 2006 QC31  | 16 ago 2006 | Andrushivka      | Andrushivka Obs.      | —         | MPC                           |
| 251019           | 2006 QV31  | 18 ago 2006 | Socorro          | LINEAR                | —         | MPC                           |
| 251020           | 2006 QV34  | 17 ago 2006 | Palomar          | NEAT                  | —         | MPC                           |
| 251021           | 2006 QQ36  | 16 ago 2006 | Siding Spring    | SSS                   | —         | MPC                           |
| 251022           | 2006 QN39  | 19 ago 2006 | Anderson Mesa    | LONEOS                | Eos       | MPC                           |
| 251023           | 2006 QE46  | 20 ago 2006 | Palomar          | NEAT                  | —         | MPC                           |
| 251024           | 2006 QE51  | 23 ago 2006 | Palomar          | NEAT                  | —         | MPC                           |
| 251025           | 2006 QC60  | 20 ago 2006 | Palomar          | NEAT                  | —         | MPC                           |
| 251026           | 2006 QG60  | 20 ago 2006 | Palomar          | NEAT                  | Mitidika  | MPC                           |
| 251027           | 2006 QH61  | 21 ago 2006 | Socorro          | LINEAR                | —         | MPC                           |
| 251028           | 2006 QO79  | 24 ago 2006 | Socorro          | LINEAR                | —         | MPC                           |
| 251029           | 2006 QH94  | 16 ago 2006 | Palomar          | NEAT                  | Mitidika  | MPC                           |
| 251030           | 2006 QV96  | 16 ago 2006 | Palomar          | NEAT                  | —         | MPC                           |
| 251031           | 2006 QB97  | 19 ago 2006 | Palomar          | NEAT                  | —         | MPC                           |
| 251032           | 2006 QU100 | 25 ago 2006 | Socorro          | LINEAR                | —         | MPC                           |
| 251033           | 2006 QY123 | 29 ago 2006 | Catalina         | CSS                   | —         | MPC                           |
| 251034           | 2006 QY126 | 16 ago 2006 | Palomar          | NEAT                  | —         | MPC                           |
| 251035           | 2006 QS138 | 16 ago 2006 | Palomar          | NEAT                  | —         | MPC                           |
| 251036           | 2006 QC139 | 17 ago 2006 | Palomar          | NEAT                  | —         | MPC                           |
| 251037           | 2006 QX139 | 18 ago 2006 | Palomar          | NEAT                  | —         | MPC                           |
| 251038           | 2006 QK166 | 29 ago 2006 | Anderson Mesa    | LONEOS                | —         | MPC                           |
| 251039           | 2006 QX166 | 29 ago 2006 | Catalina         | CSS                   | —         | MPC                           |
| 251040           | 2006 RN3   | 11 set 2006 | Catalina         | CSS                   | —         | MPC                           |
| 251041           | 2006 RM15  | 14 set 2006 | Palomar          | NEAT                  | —         | MPC                           |
| 251042           | 2006 RY16  | 14 set 2006 | Palomar          | NEAT                  | —         | MPC                           |
| 251043           | 2006 RS17  | 14 set 2006 | Palomar          | NEAT                  | —         | MPC                           |
| 251044           | 2006 RY18  | 14 set 2006 | Palomar          | NEAT                  | —         | MPC                           |
| 251045           | 2006 RC21  | 15 set 2006 | Kitt Peak        | Spacewatch            | —         | MPC                           |
| 251046           | 2006 RT44  | 14 set 2006 | Kitt Peak        | Spacewatch            | —         | MPC                           |
| 251047           | 2006 RO52  | 14 set 2006 | Kitt Peak        | Spacewatch            | —         | MPC                           |
| 251048           | 2006 RB54  | 14 set 2006 | Kitt Peak        | Spacewatch            | —         | MPC                           |
| 251049           | 2006 RL55  | 14 set 2006 | Kitt Peak        | Spacewatch            | —         | MPC                           |
| 251050           | 2006 RM58  | 15 set 2006 | Kitt Peak        | Spacewatch            | —         | MPC                           |
| 251051           | 2006 RZ59  | 15 set 2006 | Kitt Peak        | Spacewatch            | —         | MPC                           |
| 251052           | 2006 RV60  | 14 set 2006 | Palomar          | NEAT                  | —         | MPC                           |
| 251053           | 2006 RM62  | 12 set 2006 | Catalina         | CSS                   | —         | MPC                           |
| 251054           | 2006 RV74  | 15 set 2006 | Kitt Peak        | Spacewatch            | —         | MPC                           |
| 251055           | 2006 RH87  | 15 set 2006 | Kitt Peak        | Spacewatch            | —         | MPC                           |
| 251056           | 2006 RJ94  | 15 set 2006 | Kitt Peak        | Spacewatch            | —         | MPC                           |
| 251057           | 2006 RD95  | 15 set 2006 | Kitt Peak        | Spacewatch            | —         | MPC                           |
| 251058           | 2006 SU    | 16 set 2006 | Goodricke-Pigott | R. A. Tucker          | —         | MPC                           |
| 251059           | 2006 SP4   | 16 set 2006 | Catalina         | CSS                   | —         | MPC                           |
| 251060           | 2006 SU5   | 16 set 2006 | Anderson Mesa    | LONEOS                | —         | MPC                           |
| 251061           | 2006 SJ14  | 17 set 2006 | Catalina         | CSS                   | —         | MPC                           |
| 251062           | 2006 SK18  | 17 set 2006 | Kitt Peak        | Spacewatch            | —         | MPC                           |
| 251063           | 2006 ST22  | 17 set 2006 | Anderson Mesa    | LONEOS                | —         | MPC                           |
| 251064           | 2006 SK23  | 17 set 2006 | Anderson Mesa    | LONEOS                | —         | MPC                           |
| 251065           | 2006 SW25  | 16 set 2006 | Catalina         | CSS                   | —         | MPC                           |
| 251066           | 2006 SG26  | 16 set 2006 | Catalina         | CSS                   | —         | MPC                           |
| 251067           | 2006 ST34  | 17 set 2006 | Catalina         | CSS                   | —         | MPC                           |
| 251068           | 2006 SN35  | 17 set 2006 | Kitt Peak        | Spacewatch            | —         | MPC                           |
| 251069           | 2006 SB37  | 17 set 2006 | Kitt Peak        | Spacewatch            | —         | MPC                           |
| 251070           | 2006 SV40  | 18 set 2006 | Catalina         | CSS                   | —         | MPC                           |
| 251071           | 2006 SH46  | 18 set 2006 | Kitt Peak        | Spacewatch            | —         | MPC                           |
| 251072           | 2006 SU48  | 17 set 2006 | Anderson Mesa    | LONEOS                | —         | MPC                           |
| 251073           | 2006 SM57  | 19 set 2006 | Antares          | ARO                   | —         | MPC                           |
| 251074           | 2006 SN57  | 19 set 2006 | Kitt Peak        | Spacewatch            | Eos       | MPC                           |
| 251075           | 2006 SP71  | 19 set 2006 | Kitt Peak        | Spacewatch            | Phocaea   | MPC                           |
| 251076           | 2006 SH76  | 19 set 2006 | Kitt Peak        | Spacewatch            | —         | MPC                           |
| 251077           | 2006 SX78  | 16 set 2006 | Catalina         | CSS                   | —         | MPC                           |
| 251078           | 2006 SL79  | 17 set 2006 | Catalina         | CSS                   | —         | MPC                           |
| 251079           | 2006 SC81  | 18 set 2006 | Kitt Peak        | Spacewatch            | —         | MPC                           |
| 251080           | 2006 ST85  | 18 set 2006 | Kitt Peak        | Spacewatch            | —         | MPC                           |
| 251081           | 2006 SZ90  | 18 set 2006 | Kitt Peak        | Spacewatch            | —         | MPC                           |
| 251082           | 2006 SW93  | 18 set 2006 | Kitt Peak        | Spacewatch            | —         | MPC                           |
| 251083           | 2006 SM104 | 19 set 2006 | Kitt Peak        | Spacewatch            | —         | MPC                           |
| 251084           | 2006 SR105 | 19 set 2006 | Kitt Peak        | Spacewatch            | —         | MPC                           |
| 251085           | 2006 SY108 | 19 set 2006 | Kitt Peak        | Spacewatch            | —         | MPC                           |
| 251086           | 2006 SE113 | 23 set 2006 | Kitt Peak        | Spacewatch            | —         | MPC                           |
| 251087           | 2006 SS123 | 19 set 2006 | Anderson Mesa    | LONEOS                | —         | MPC                           |
| 251088           | 2006 SM126 | 21 set 2006 | Anderson Mesa    | LONEOS                | Brangane  | MPC                           |
| 251089           | 2006 SR139 | 22 set 2006 | Socorro          | LINEAR                | —         | MPC                           |
| 251090           | 2006 SM144 | 19 set 2006 | Kitt Peak        | Spacewatch            | —         | MPC                           |
| 251091           | 2006 SY171 | 25 set 2006 | Kitt Peak        | Spacewatch            | —         | MPC                           |
| 251092           | 2006 SW197 | 27 set 2006 | La Sagra         | Mallorca Obs.         | —         | MPC                           |
| 251093           | 2006 SE200 | 24 set 2006 | Kitt Peak        | Spacewatch            | —         | MPC                           |
| 251094           | 2006 SC201 | 24 set 2006 | Kitt Peak        | Spacewatch            | —         | MPC                           |
| 251095           | 2006 SK211 | 26 set 2006 | Catalina         | CSS                   | —         | MPC                           |
| 251096           | 2006 SO223 | 25 set 2006 | Kitt Peak        | Spacewatch            | —         | MPC                           |
| 251097           | 2006 SC224 | 25 set 2006 | Mount Lemmon     | Mount Lemmon Survey   | —         | MPC                           |
| 251098           | 2006 SE256 | 26 set 2006 | Kitt Peak        | Spacewatch            | —         | MPC                           |
| 251099           | 2006 SF268 | 26 set 2006 | Kitt Peak        | Spacewatch            | —         | MPC                           |
| 251100           | 2006 SU269 | 26 set 2006 | Mount Lemmon     | Mount Lemmon Survey   | —         | MPC                           |

## 251101–251200
| Designação | Designação | Descoberta  | Descoberta        | Descobridor(es)     | Categoria | Mais informações / Referência |
| Permanente | Provisória | Data        | Local             | Descobridor(es)     | Categoria | Mais informações / Referência |
| ---------- | ---------- | ----------- | ----------------- | ------------------- | --------- | ----------------------------- |
| 251101     | 2006 SQ280 | 29 set 2006 | Anderson Mesa     | LONEOS              | —         | MPC                           |
| 251102     | 2006 SZ280 | 29 set 2006 | Anderson Mesa     | LONEOS              | —         | MPC                           |
| 251103     | 2006 SO282 | 25 set 2006 | Socorro           | LINEAR              | —         | MPC                           |
| 251104     | 2006 SN283 | 26 set 2006 | Socorro           | LINEAR              | —         | MPC                           |
| 251105     | 2006 SJ284 | 27 set 2006 | Catalina          | CSS                 | —         | MPC                           |
| 251106     | 2006 SW290 | 25 set 2006 | Kitt Peak         | Spacewatch          | —         | MPC                           |
| 251107     | 2006 SA295 | 25 set 2006 | Kitt Peak         | Spacewatch          | —         | MPC                           |
| 251108     | 2006 SJ295 | 25 set 2006 | Kitt Peak         | Spacewatch          | —         | MPC                           |
| 251109     | 2006 SN296 | 25 set 2006 | Kitt Peak         | Spacewatch          | —         | MPC                           |
| 251110     | 2006 SL297 | 25 set 2006 | Mount Lemmon      | Mount Lemmon Survey | —         | MPC                           |
| 251111     | 2006 SM309 | 27 set 2006 | Kitt Peak         | Spacewatch          | —         | MPC                           |
| 251112     | 2006 SP322 | 27 set 2006 | Kitt Peak         | Spacewatch          | —         | MPC                           |
| 251113     | 2006 SX331 | 28 set 2006 | Mount Lemmon      | Mount Lemmon Survey | —         | MPC                           |
| 251114     | 2006 SO332 | 28 set 2006 | Mount Lemmon      | Mount Lemmon Survey | —         | MPC                           |
| 251115     | 2006 SW332 | 28 set 2006 | Kitt Peak         | Spacewatch          | —         | MPC                           |
| 251116     | 2006 SK336 | 28 set 2006 | Kitt Peak         | Spacewatch          | —         | MPC                           |
| 251117     | 2006 SB354 | 30 set 2006 | Catalina          | CSS                 | —         | MPC                           |
| 251118     | 2006 SB356 | 30 set 2006 | Catalina          | CSS                 | —         | MPC                           |
| 251119     | 2006 SD356 | 30 set 2006 | Catalina          | CSS                 | —         | MPC                           |
| 251120     | 2006 SH357 | 30 set 2006 | Catalina          | CSS                 | —         | MPC                           |
| 251121     | 2006 SM359 | 30 set 2006 | Catalina          | CSS                 | —         | MPC                           |
| 251122     | 2006 SE360 | 30 set 2006 | Kitt Peak         | Spacewatch          | —         | MPC                           |
| 251123     | 2006 SD363 | 30 set 2006 | Catalina          | CSS                 | —         | MPC                           |
| 251124     | 2006 SO364 | 28 set 2006 | Mount Lemmon      | Mount Lemmon Survey | —         | MPC                           |
| 251125     | 2006 SM375 | 17 set 2006 | Apache Point      | A. C. Becker        | —         | MPC                           |
| 251126     | 2006 SC393 | 28 set 2006 | Catalina          | CSS                 | —         | MPC                           |
| 251127     | 2006 SB398 | 27 set 2006 | Mount Lemmon      | Mount Lemmon Survey | —         | MPC                           |
| 251128     | 2006 SE400 | 19 set 2006 | Kitt Peak         | Spacewatch          | —         | MPC                           |
| 251129     | 2006 SW413 | 25 set 2006 | Catalina          | CSS                 | —         | MPC                           |
| 251130     | 2006 TQ    | 1 out 2006  | Lulin Observatory | C.-S. Lin, Q.-z. Ye | —         | MPC                           |
| 251131     | 2006 TA4   | 2 out 2006  | Mount Lemmon      | Mount Lemmon Survey | —         | MPC                           |
| 251132     | 2006 TG20  | 11 out 2006 | Kitt Peak         | Spacewatch          | —         | MPC                           |
| 251133     | 2006 TJ20  | 11 out 2006 | Kitt Peak         | Spacewatch          | —         | MPC                           |
| 251134     | 2006 TV21  | 11 out 2006 | Kitt Peak         | Spacewatch          | —         | MPC                           |
| 251135     | 2006 TC25  | 12 out 2006 | Kitt Peak         | Spacewatch          | —         | MPC                           |
| 251136     | 2006 TO34  | 12 out 2006 | Kitt Peak         | Spacewatch          | —         | MPC                           |
| 251137     | 2006 TO37  | 12 out 2006 | Kitt Peak         | Spacewatch          | —         | MPC                           |
| 251138     | 2006 TV37  | 12 out 2006 | Kitt Peak         | Spacewatch          | —         | MPC                           |
| 251139     | 2006 TZ37  | 12 out 2006 | Kitt Peak         | Spacewatch          | —         | MPC                           |
| 251140     | 2006 TK45  | 12 out 2006 | Kitt Peak         | Spacewatch          | —         | MPC                           |
| 251141     | 2006 TN45  | 12 out 2006 | Kitt Peak         | Spacewatch          | —         | MPC                           |
| 251142     | 2006 TB46  | 12 out 2006 | Kitt Peak         | Spacewatch          | —         | MPC                           |
| 251143     | 2006 TR46  | 12 out 2006 | Kitt Peak         | Spacewatch          | —         | MPC                           |
| 251144     | 2006 TZ46  | 12 out 2006 | Kitt Peak         | Spacewatch          | —         | MPC                           |
| 251145     | 2006 TV48  | 12 out 2006 | Kitt Peak         | Spacewatch          | —         | MPC                           |
| 251146     | 2006 TO49  | 12 out 2006 | Palomar           | NEAT                | —         | MPC                           |
| 251147     | 2006 TZ51  | 12 out 2006 | Kitt Peak         | Spacewatch          | —         | MPC                           |
| 251148     | 2006 TL56  | 13 out 2006 | Kitt Peak         | Spacewatch          | —         | MPC                           |
| 251149     | 2006 TS56  | 14 out 2006 | Charleston        | ARO                 | —         | MPC                           |
| 251150     | 2006 TQ64  | 11 out 2006 | Kitt Peak         | Spacewatch          | —         | MPC                           |
| 251151     | 2006 TS72  | 11 out 2006 | Palomar           | NEAT                | —         | MPC                           |
| 251152     | 2006 TY72  | 11 out 2006 | Palomar           | NEAT                | —         | MPC                           |
| 251153     | 2006 TR73  | 11 out 2006 | Kitt Peak         | Spacewatch          | —         | MPC                           |
| 251154     | 2006 TX73  | 11 out 2006 | Palomar           | NEAT                | —         | MPC                           |
| 251155     | 2006 TG74  | 11 out 2006 | Palomar           | NEAT                | —         | MPC                           |
| 251156     | 2006 TU74  | 11 out 2006 | Palomar           | NEAT                | —         | MPC                           |
| 251157     | 2006 TN75  | 11 out 2006 | Palomar           | NEAT                | —         | MPC                           |
| 251158     | 2006 TK78  | 12 out 2006 | Palomar           | NEAT                | —         | MPC                           |
| 251159     | 2006 TA81  | 13 out 2006 | Kitt Peak         | Spacewatch          | Phocaea   | MPC                           |
| 251160     | 2006 TG82  | 13 out 2006 | Kitt Peak         | Spacewatch          | —         | MPC                           |
| 251161     | 2006 TY82  | 13 out 2006 | Kitt Peak         | Spacewatch          | —         | MPC                           |
| 251162     | 2006 TM83  | 13 out 2006 | Kitt Peak         | Spacewatch          | —         | MPC                           |
| 251163     | 2006 TY87  | 13 out 2006 | Kitt Peak         | Spacewatch          | —         | MPC                           |
| 251164     | 2006 TJ97  | 13 out 2006 | Kitt Peak         | Spacewatch          | —         | MPC                           |
| 251165     | 2006 TB106 | 14 out 2006 | Lulin             | C.-S. Lin, Q.-z. Ye | —         | MPC                           |
| 251166     | 2006 TW108 | 2 out 2006  | Mount Lemmon      | Mount Lemmon Survey | —         | MPC                           |
| 251167     | 2006 TJ113 | 1 out 2006  | Apache Point      | A. C. Becker        | —         | MPC                           |
| 251168     | 2006 TO121 | 13 out 2006 | Kitt Peak         | Spacewatch          | —         | MPC                           |
| 251169     | 2006 UF2   | 16 out 2006 | Bergisch Gladbach | W. Bickel           | —         | MPC                           |
| 251170     | 2006 UE3   | 16 out 2006 | Goodricke-Pigott  | R. A. Tucker        | —         | MPC                           |
| 251171     | 2006 UM6   | 16 out 2006 | Catalina          | CSS                 | —         | MPC                           |
| 251172     | 2006 UM8   | 16 out 2006 | Catalina          | CSS                 | —         | MPC                           |
| 251173     | 2006 UO12  | 17 out 2006 | Mount Lemmon      | Mount Lemmon Survey | —         | MPC                           |
| 251174     | 2006 UB13  | 17 out 2006 | Mount Lemmon      | Mount Lemmon Survey | —         | MPC                           |
| 251175     | 2006 UM16  | 17 out 2006 | Mount Lemmon      | Mount Lemmon Survey | —         | MPC                           |
| 251176     | 2006 UB24  | 16 out 2006 | Kitt Peak         | Spacewatch          | —         | MPC                           |
| 251177     | 2006 UH26  | 16 out 2006 | Kitt Peak         | Spacewatch          | —         | MPC                           |
| 251178     | 2006 UE32  | 16 out 2006 | Kitt Peak         | Spacewatch          | —         | MPC                           |
| 251179     | 2006 UT32  | 16 out 2006 | Kitt Peak         | Spacewatch          | —         | MPC                           |
| 251180     | 2006 UZ37  | 16 out 2006 | Kitt Peak         | Spacewatch          | —         | MPC                           |
| 251181     | 2006 UX58  | 19 out 2006 | Catalina          | CSS                 | —         | MPC                           |
| 251182     | 2006 UR60  | 19 out 2006 | Socorro           | LINEAR              | —         | MPC                           |
| 251183     | 2006 UP61  | 19 out 2006 | Catalina          | CSS                 | Phocaea   | MPC                           |
| 251184     | 2006 UY70  | 16 out 2006 | Catalina          | CSS                 | —         | MPC                           |
| 251185     | 2006 UM77  | 17 out 2006 | Kitt Peak         | Spacewatch          | —         | MPC                           |
| 251186     | 2006 UQ79  | 17 out 2006 | Kitt Peak         | Spacewatch          | —         | MPC                           |
| 251187     | 2006 UR80  | 17 out 2006 | Mount Lemmon      | Mount Lemmon Survey | —         | MPC                           |
| 251188     | 2006 UJ84  | 17 out 2006 | Mount Lemmon      | Mount Lemmon Survey | —         | MPC                           |
| 251189     | 2006 UA88  | 17 out 2006 | Kitt Peak         | Spacewatch          | —         | MPC                           |
| 251190     | 2006 UF90  | 17 out 2006 | Kitt Peak         | Spacewatch          | —         | MPC                           |
| 251191     | 2006 UK90  | 17 out 2006 | Kitt Peak         | Spacewatch          | —         | MPC                           |
| 251192     | 2006 UT105 | 18 out 2006 | Kitt Peak         | Spacewatch          | —         | MPC                           |
| 251193     | 2006 UO107 | 18 out 2006 | Kitt Peak         | Spacewatch          | —         | MPC                           |
| 251194     | 2006 UB118 | 19 out 2006 | Kitt Peak         | Spacewatch          | —         | MPC                           |
| 251195     | 2006 UH119 | 19 out 2006 | Kitt Peak         | Spacewatch          | —         | MPC                           |
| 251196     | 2006 UY122 | 19 out 2006 | Kitt Peak         | Spacewatch          | —         | MPC                           |
| 251197     | 2006 UR125 | 19 out 2006 | Kitt Peak         | Spacewatch          | —         | MPC                           |
| 251198     | 2006 UM128 | 19 out 2006 | Kitt Peak         | Spacewatch          | —         | MPC                           |
| 251199     | 2006 UT129 | 19 out 2006 | Kitt Peak         | Spacewatch          | —         | MPC                           |
| 251200     | 2006 UZ139 | 19 out 2006 | Kitt Peak         | Spacewatch          | —         | MPC                           |

## 251201–251300
| Designação | Designação | Descoberta  | Descoberta        | Descobridor(es)       | Categoria | Mais informações / Referência |
| Permanente | Provisória | Data        | Local             | Descobridor(es)       | Categoria | Mais informações / Referência |
| ---------- | ---------- | ----------- | ----------------- | --------------------- | --------- | ----------------------------- |
| 251201     | 2006 UT149 | 20 out 2006 | Catalina          | CSS                   | —         | MPC                           |
| 251202     | 2006 UW154 | 21 out 2006 | Kitt Peak         | Spacewatch            | —         | MPC                           |
| 251203     | 2006 UT157 | 21 out 2006 | Mount Lemmon      | Mount Lemmon Survey   | —         | MPC                           |
| 251204     | 2006 UP164 | 21 out 2006 | Mount Lemmon      | Mount Lemmon Survey   | —         | MPC                           |
| 251205     | 2006 UX164 | 21 out 2006 | Mount Lemmon      | Mount Lemmon Survey   | —         | MPC                           |
| 251206     | 2006 UT174 | 22 out 2006 | Catalina          | CSS                   | —         | MPC                           |
| 251207     | 2006 UY178 | 16 out 2006 | Catalina          | CSS                   | —         | MPC                           |
| 251208     | 2006 UC179 | 16 out 2006 | Catalina          | CSS                   | —         | MPC                           |
| 251209     | 2006 UR183 | 17 out 2006 | Catalina          | CSS                   | Phocaea   | MPC                           |
| 251210     | 2006 UF184 | 19 out 2006 | Catalina          | CSS                   | —         | MPC                           |
| 251211     | 2006 UU184 | 24 out 2006 | Kitami            | K. Endate             | —         | MPC                           |
| 251212     | 2006 UB185 | 23 out 2006 | Catalina          | CSS                   | Pallas    | MPC                           |
| 251213     | 2006 UD188 | 19 out 2006 | Catalina          | CSS                   | Phocaea   | MPC                           |
| 251214     | 2006 UB189 | 19 out 2006 | Catalina          | CSS                   | —         | MPC                           |
| 251215     | 2006 UA190 | 19 out 2006 | Catalina          | CSS                   | —         | MPC                           |
| 251216     | 2006 UT190 | 19 out 2006 | Catalina          | CSS                   | Hygiea    | MPC                           |
| 251217     | 2006 UJ192 | 19 out 2006 | Catalina          | CSS                   | —         | MPC                           |
| 251218     | 2006 UV201 | 22 out 2006 | Palomar           | NEAT                  | —         | MPC                           |
| 251219     | 2006 US202 | 22 out 2006 | Palomar           | NEAT                  | Phocaea   | MPC                           |
| 251220     | 2006 UN203 | 22 out 2006 | Palomar           | NEAT                  | —         | MPC                           |
| 251221     | 2006 UM204 | 22 out 2006 | Kitt Peak         | Spacewatch            | —         | MPC                           |
| 251222     | 2006 UL209 | 23 out 2006 | Kitt Peak         | Spacewatch            | —         | MPC                           |
| 251223     | 2006 UA211 | 23 out 2006 | Kitt Peak         | Spacewatch            | —         | MPC                           |
| 251224     | 2006 UJ218 | 27 out 2006 | Nyukasa           | Mount Nyukasa Stn.    | —         | MPC                           |
| 251225     | 2006 UL220 | 16 out 2006 | Catalina          | CSS                   | —         | MPC                           |
| 251226     | 2006 UL229 | 20 out 2006 | Palomar           | NEAT                  | Phocaea   | MPC                           |
| 251227     | 2006 UT234 | 22 out 2006 | Mount Lemmon      | Mount Lemmon Survey   | —         | MPC                           |
| 251228     | 2006 UH241 | 23 out 2006 | Catalina          | CSS                   | —         | MPC                           |
| 251229     | 2006 UK269 | 27 out 2006 | Mount Lemmon      | Mount Lemmon Survey   | —         | MPC                           |
| 251230     | 2006 UO270 | 27 out 2006 | Mount Lemmon      | Mount Lemmon Survey   | —         | MPC                           |
| 251231     | 2006 UD271 | 27 out 2006 | Kitt Peak         | Spacewatch            | —         | MPC                           |
| 251232     | 2006 UD272 | 27 out 2006 | Mount Lemmon      | Mount Lemmon Survey   | —         | MPC                           |
| 251233     | 2006 UE273 | 27 out 2006 | Kitt Peak         | Spacewatch            | —         | MPC                           |
| 251234     | 2006 UR278 | 28 out 2006 | Kitt Peak         | Spacewatch            | —         | MPC                           |
| 251235     | 2006 UT281 | 28 out 2006 | Mount Lemmon      | Mount Lemmon Survey   | —         | MPC                           |
| 251236     | 2006 UN283 | 28 out 2006 | Kitt Peak         | Spacewatch            | —         | MPC                           |
| 251237     | 2006 UR285 | 28 out 2006 | Kitt Peak         | Spacewatch            | —         | MPC                           |
| 251238     | 2006 UC286 | 28 out 2006 | Kitt Peak         | Spacewatch            | —         | MPC                           |
| 251239     | 2006 UX289 | 31 out 2006 | Kitt Peak         | Spacewatch            | —         | MPC                           |
| 251240     | 2006 UM327 | 27 out 2006 | Catalina          | CSS                   | —         | MPC                           |
| 251241     | 2006 UP329 | 27 out 2006 | Catalina          | CSS                   | —         | MPC                           |
| 251242     | 2006 UE359 | 20 out 2006 | Mount Lemmon      | Mount Lemmon Survey   | —         | MPC                           |
| 251243     | 2006 VZ8   | 11 nov 2006 | Kitt Peak         | Spacewatch            | —         | MPC                           |
| 251244     | 2006 VJ9   | 11 nov 2006 | Catalina          | CSS                   | —         | MPC                           |
| 251245     | 2006 VS14  | 9 nov 2006  | Kitt Peak         | Spacewatch            | —         | MPC                           |
| 251246     | 2006 VR29  | 10 nov 2006 | Kitt Peak         | Spacewatch            | —         | MPC                           |
| 251247     | 2006 VV30  | 10 nov 2006 | Kitt Peak         | Spacewatch            | —         | MPC                           |
| 251248     | 2006 VN34  | 11 nov 2006 | Catalina          | CSS                   | —         | MPC                           |
| 251249     | 2006 VX40  | 12 nov 2006 | Mount Lemmon      | Mount Lemmon Survey   | —         | MPC                           |
| 251250     | 2006 VQ43  | 13 nov 2006 | Kitt Peak         | Spacewatch            | —         | MPC                           |
| 251251     | 2006 VU48  | 10 nov 2006 | Kitt Peak         | Spacewatch            | —         | MPC                           |
| 251252     | 2006 VM49  | 10 nov 2006 | Kitt Peak         | Spacewatch            | —         | MPC                           |
| 251253     | 2006 VG52  | 11 nov 2006 | Kitt Peak         | Spacewatch            | —         | MPC                           |
| 251254     | 2006 VT86  | 14 nov 2006 | Socorro           | LINEAR                | Eos       | MPC                           |
| 251255     | 2006 VF89  | 14 nov 2006 | Kitt Peak         | Spacewatch            | —         | MPC                           |
| 251256     | 2006 VE90  | 14 nov 2006 | Catalina          | CSS                   | —         | MPC                           |
| 251257     | 2006 VT100 | 11 nov 2006 | Catalina          | CSS                   | Phocaea   | MPC                           |
| 251258     | 2006 VC107 | 13 nov 2006 | Kitt Peak         | Spacewatch            | —         | MPC                           |
| 251259     | 2006 VO109 | 13 nov 2006 | Catalina          | CSS                   | —         | MPC                           |
| 251260     | 2006 VW112 | 13 nov 2006 | Kitt Peak         | Spacewatch            | —         | MPC                           |
| 251261     | 2006 VG124 | 14 nov 2006 | Kitt Peak         | Spacewatch            | —         | MPC                           |
| 251262     | 2006 VL143 | 15 nov 2006 | Kitt Peak         | Spacewatch            | —         | MPC                           |
| 251263     | 2006 VG168 | 2 nov 2006  | Mount Lemmon      | Mount Lemmon Survey   | —         | MPC                           |
| 251264     | 2006 WL    | 16 nov 2006 | Nyukasa           | Mount Nyukasa Stn.    | —         | MPC                           |
| 251265     | 2006 WE1   | 17 nov 2006 | Pla D'Arguines    | R. Ferrando           | Hector    | MPC                           |
| 251266     | 2006 WX11  | 16 nov 2006 | Mount Lemmon      | Mount Lemmon Survey   | —         | MPC                           |
| 251267     | 2006 WW14  | 16 nov 2006 | Catalina          | CSS                   | —         | MPC                           |
| 251268     | 2006 WL15  | 16 nov 2006 | Lulin Observatory | M.-T. Chang, Q.-z. Ye | —         | MPC                           |
| 251269     | 2006 WV26  | 18 nov 2006 | Socorro           | LINEAR                | —         | MPC                           |
| 251270     | 2006 WH32  | 16 nov 2006 | Kitt Peak         | Spacewatch            | —         | MPC                           |
| 251271     | 2006 WX32  | 16 nov 2006 | Catalina          | CSS                   | —         | MPC                           |
| 251272     | 2006 WQ39  | 16 nov 2006 | Kitt Peak         | Spacewatch            | —         | MPC                           |
| 251273     | 2006 WX39  | 16 nov 2006 | Kitt Peak         | Spacewatch            | —         | MPC                           |
| 251274     | 2006 WY50  | 16 nov 2006 | Kitt Peak         | Spacewatch            | Phocaea   | MPC                           |
| 251275     | 2006 WL53  | 16 nov 2006 | Catalina          | CSS                   | —         | MPC                           |
| 251276     | 2006 WN60  | 17 nov 2006 | Kitt Peak         | Spacewatch            | —         | MPC                           |
| 251277     | 2006 WP61  | 17 nov 2006 | Catalina          | CSS                   | Eos       | MPC                           |
| 251278     | 2006 WX61  | 17 nov 2006 | Catalina          | CSS                   | —         | MPC                           |
| 251279     | 2006 WB66  | 17 nov 2006 | Catalina          | CSS                   | —         | MPC                           |
| 251280     | 2006 WD69  | 17 nov 2006 | Mount Lemmon      | Mount Lemmon Survey   | Maria     | MPC                           |
| 251281     | 2006 WF69  | 17 nov 2006 | Mount Lemmon      | Mount Lemmon Survey   | —         | MPC                           |
| 251282     | 2006 WJ77  | 18 nov 2006 | Kitt Peak         | Spacewatch            | —         | MPC                           |
| 251283     | 2006 WX87  | 18 nov 2006 | Mount Lemmon      | Mount Lemmon Survey   | —         | MPC                           |
| 251284     | 2006 WL95  | 19 nov 2006 | Kitt Peak         | Spacewatch            | —         | MPC                           |
| 251285     | 2006 WE96  | 19 nov 2006 | Catalina          | CSS                   | —         | MPC                           |
| 251286     | 2006 WE108 | 19 nov 2006 | Socorro           | LINEAR                | —         | MPC                           |
| 251287     | 2006 WK116 | 20 nov 2006 | Mount Lemmon      | Mount Lemmon Survey   | —         | MPC                           |
| 251288     | 2006 WL120 | 21 nov 2006 | Socorro           | LINEAR                | —         | MPC                           |
| 251289     | 2006 WY124 | 22 nov 2006 | Socorro           | LINEAR                | —         | MPC                           |
| 251290     | 2006 WF148 | 20 nov 2006 | Socorro           | LINEAR                | —         | MPC                           |
| 251291     | 2006 WU153 | 22 nov 2006 | Kitt Peak         | Spacewatch            | —         | MPC                           |
| 251292     | 2006 WD173 | 23 nov 2006 | Kitt Peak         | Spacewatch            | —         | MPC                           |
| 251293     | 2006 WC188 | 24 nov 2006 | Kitt Peak         | Spacewatch            | —         | MPC                           |
| 251294     | 2006 WG194 | 27 nov 2006 | Kitt Peak         | Spacewatch            | —         | MPC                           |
| 251295     | 2006 XE7   | 9 dez 2006  | Kitt Peak         | Spacewatch            | —         | MPC                           |
| 251296     | 2006 XF8   | 9 dez 2006  | Kitt Peak         | Spacewatch            | —         | MPC                           |
| 251297     | 2006 XY22  | 12 dez 2006 | Kitt Peak         | Spacewatch            | —         | MPC                           |
| 251298     | 2006 XY38  | 11 dez 2006 | Kitt Peak         | Spacewatch            | Flora     | MPC                           |
| 251299     | 2006 XH41  | 12 dez 2006 | Mount Lemmon      | Mount Lemmon Survey   | —         | MPC                           |
| 251300     | 2006 XK42  | 12 dez 2006 | Catalina          | CSS                   | —         | MPC                           |

## 251301–251400
| Designação             | Designação | Descoberta  | Descoberta      | Descobridor(es)     | Categoria | Mais informações / Referência |
| Permanente             | Provisória | Data        | Local           | Descobridor(es)     | Categoria | Mais informações / Referência |
| ---------------------- | ---------- | ----------- | --------------- | ------------------- | --------- | ----------------------------- |
| 251301                 | 2006 XO42  | 12 dez 2006 | Mount Lemmon    | Mount Lemmon Survey | —         | MPC                           |
| 251302                 | 2006 XZ50  | 13 dez 2006 | Mount Lemmon    | Mount Lemmon Survey | —         | MPC                           |
| 251303                 | 2006 XY53  | 15 dez 2006 | Socorro         | LINEAR              | —         | MPC                           |
| 251304                 | 2006 XT54  | 15 dez 2006 | Socorro         | LINEAR              | —         | MPC                           |
| 251305                 | 2006 XD55  | 15 dez 2006 | Socorro         | LINEAR              | —         | MPC                           |
| 251306                 | 2006 XC59  | 14 dez 2006 | Kitt Peak       | Spacewatch          | —         | MPC                           |
| 251307                 | 2006 XD62  | 15 dez 2006 | Kitt Peak       | Spacewatch          | —         | MPC                           |
| 251308                 | 2006 XH64  | 12 dez 2006 | Socorro         | LINEAR              | —         | MPC                           |
| 251309                 | 2006 YQ6   | 18 dez 2006 | Socorro         | LINEAR              | —         | MPC                           |
| 251310                 | 2006 YQ9   | 21 dez 2006 | Kitt Peak       | Spacewatch          | Brangane  | MPC                           |
| 251311                 | 2006 YS14  | 22 dez 2006 | Črni Vrh        | Črni Vrh            | —         | MPC                           |
| 251312                 | 2006 YV14  | 23 dez 2006 | Črni Vrh        | Črni Vrh            | —         | MPC                           |
| 251313                 | 2006 YY38  | 21 dez 2006 | Kitt Peak       | Spacewatch          | —         | MPC                           |
| 251314                 | 2006 YE52  | 22 dez 2006 | Catalina        | CSS                 | —         | MPC                           |
| 251315                 | 2007 AO19  | 15 jan 2007 | Catalina        | CSS                 | —         | MPC                           |
| 251316                 | 2007 AG23  | 10 jan 2007 | Mount Lemmon    | Mount Lemmon Survey | —         | MPC                           |
| 251317                 | 2007 BV4   | 17 jan 2007 | Palomar         | NEAT                | Brangane  | MPC                           |
| 251318                 | 2007 BQ6   | 17 jan 2007 | Mount Lemmon    | Mount Lemmon Survey | —         | MPC                           |
| 251319                 | 2007 BA19  | 18 jan 2007 | Palomar         | NEAT                | —         | MPC                           |
| 251320                 | 2007 BR25  | 24 jan 2007 | Mount Lemmon    | Mount Lemmon Survey | —         | MPC                           |
| 251321                 | 2007 BF38  | 24 jan 2007 | Catalina        | CSS                 | —         | MPC                           |
| 251322                 | 2007 BG55  | 24 jan 2007 | Socorro         | LINEAR              | —         | MPC                           |
| 251323                 | 2007 BS68  | 27 jan 2007 | Mount Lemmon    | Mount Lemmon Survey | —         | MPC                           |
| 251324                 | 2007 CZ16  | 8 fev 2007  | Kitt Peak       | Spacewatch          | —         | MPC                           |
| 251325 Leopoldjosefine | 2007 CX26  | 9 fev 2007  | Gaisberg        | R. Gierlinger       | —         | MPC                           |
| 251326                 | 2007 CE41  | 7 fev 2007  | Kitt Peak       | Spacewatch          | —         | MPC                           |
| 251327                 | 2007 CJ44  | 8 fev 2007  | Palomar         | NEAT                | —         | MPC                           |
| 251328                 | 2007 CM60  | 10 fev 2007 | Palomar         | NEAT                | —         | MPC                           |
| 251329                 | 2007 DD25  | 17 fev 2007 | Kitt Peak       | Spacewatch          | Ursula    | MPC                           |
| 251330                 | 2007 DD55  | 21 fev 2007 | Socorro         | LINEAR              | —         | MPC                           |
| 251331                 | 2007 DJ83  | 25 fev 2007 | Mount Lemmon    | Mount Lemmon Survey | —         | MPC                           |
| 251332                 | 2007 DY87  | 23 fev 2007 | Kitt Peak       | Spacewatch          | —         | MPC                           |
| 251333                 | 2007 DY106 | 17 fev 2007 | Kitt Peak       | Spacewatch          | —         | MPC                           |
| 251334                 | 2007 EZ3   | 9 mar 2007  | Kitt Peak       | Spacewatch          | —         | MPC                           |
| 251335                 | 2007 EL4   | 9 mar 2007  | Mount Lemmon    | Mount Lemmon Survey | Brangane  | MPC                           |
| 251336                 | 2007 EU14  | 9 mar 2007  | Mount Lemmon    | Mount Lemmon Survey | —         | MPC                           |
| 251337                 | 2007 EZ18  | 10 mar 2007 | Mount Lemmon    | Mount Lemmon Survey | —         | MPC                           |
| 251338                 | 2007 EM181 | 14 mar 2007 | Kitt Peak       | Spacewatch          | Juno      | MPC                           |
| 251339                 | 2007 EC202 | 9 mar 2007  | Palomar         | NEAT                | Brangane  | MPC                           |
| 251340                 | 2007 HJ96  | 19 abr 2007 | Siding Spring   | SSS                 | Juno      | MPC                           |
| 251341                 | 2007 OO9   | 23 jul 2007 | Črni Vrh        | Črni Vrh            | —         | MPC                           |
| 251342                 | 2007 PF3   | 4 ago 2007  | Siding Spring   | SSS                 | —         | MPC                           |
| 251343                 | 2007 PL29  | 14 ago 2007 | Socorro         | LINEAR              | —         | MPC                           |
| 251344                 | 2007 RW224 | 10 set 2007 | Kitt Peak       | Spacewatch          | —         | MPC                           |
| 251345                 | 2007 RH302 | 14 set 2007 | Mount Lemmon    | Mount Lemmon Survey | —         | MPC                           |
| 251346                 | 2007 SJ    | 17 set 2007 | Socorro         | LINEAR              | —         | MPC                           |
| 251347                 | 2007 TY12  | 6 out 2007  | Socorro         | LINEAR              | —         | MPC                           |
| 251348                 | 2007 TG22  | 8 out 2007  | Kitt Peak       | Spacewatch          | —         | MPC                           |
| 251349                 | 2007 TM39  | 6 out 2007  | Kitt Peak       | Spacewatch          | —         | MPC                           |
| 251350                 | 2007 TE46  | 7 out 2007  | Kitt Peak       | Spacewatch          | —         | MPC                           |
| 251351                 | 2007 TN55  | 4 out 2007  | Kitt Peak       | Spacewatch          | —         | MPC                           |
| 251352                 | 2007 TH62  | 7 out 2007  | Mount Lemmon    | Mount Lemmon Survey | —         | MPC                           |
| 251353                 | 2007 TJ114 | 8 out 2007  | Catalina        | CSS                 | —         | MPC                           |
| 251354                 | 2007 TY131 | 7 out 2007  | Mount Lemmon    | Mount Lemmon Survey | —         | MPC                           |
| 251355                 | 2007 TR141 | 9 out 2007  | Mount Lemmon    | Mount Lemmon Survey | —         | MPC                           |
| 251356                 | 2007 TM163 | 11 out 2007 | Socorro         | LINEAR              | —         | MPC                           |
| 251357                 | 2007 TW168 | 12 out 2007 | Socorro         | LINEAR              | —         | MPC                           |
| 251358                 | 2007 TM179 | 7 out 2007  | Catalina        | CSS                 | —         | MPC                           |
| 251359                 | 2007 TF212 | 7 out 2007  | Kitt Peak       | Spacewatch          | —         | MPC                           |
| 251360                 | 2007 TJ261 | 10 out 2007 | Kitt Peak       | Spacewatch          | —         | MPC                           |
| 251361                 | 2007 TH309 | 10 out 2007 | Mount Lemmon    | Mount Lemmon Survey | —         | MPC                           |
| 251362                 | 2007 TU408 | 14 out 2007 | Catalina        | CSS                 | —         | MPC                           |
| 251363                 | 2007 TX418 | 9 out 2007  | Kitt Peak       | Spacewatch          | —         | MPC                           |
| 251364                 | 2007 TE419 | 10 out 2007 | Kitt Peak       | Spacewatch          | —         | MPC                           |
| 251365                 | 2007 TQ447 | 13 out 2007 | Socorro         | LINEAR              | —         | MPC                           |
| 251366                 | 2007 TR451 | 9 out 2007  | Kitt Peak       | Spacewatch          | —         | MPC                           |
| 251367                 | 2007 UZ35  | 19 out 2007 | Catalina        | CSS                 | —         | MPC                           |
| 251368                 | 2007 UO41  | 16 out 2007 | Kitt Peak       | Spacewatch          | —         | MPC                           |
| 251369                 | 2007 UA47  | 20 out 2007 | Catalina        | CSS                 | —         | MPC                           |
| 251370                 | 2007 UF57  | 30 out 2007 | Kitt Peak       | Spacewatch          | —         | MPC                           |
| 251371                 | 2007 UR86  | 30 out 2007 | Kitt Peak       | Spacewatch          | —         | MPC                           |
| 251372                 | 2007 UY104 | 30 out 2007 | Kitt Peak       | Spacewatch          | —         | MPC                           |
| 251373                 | 2007 VO9   | 2 nov 2007  | Catalina        | CSS                 | —         | MPC                           |
| 251374                 | 2007 VC15  | 1 nov 2007  | Kitt Peak       | Spacewatch          | —         | MPC                           |
| 251375                 | 2007 VX54  | 1 nov 2007  | Kitt Peak       | Spacewatch          | —         | MPC                           |
| 251376                 | 2007 VK55  | 1 nov 2007  | Kitt Peak       | Spacewatch          | —         | MPC                           |
| 251377                 | 2007 VJ64  | 1 nov 2007  | Kitt Peak       | Spacewatch          | —         | MPC                           |
| 251378                 | 2007 VF74  | 3 nov 2007  | Kitt Peak       | Spacewatch          | Mitidika  | MPC                           |
| 251379                 | 2007 VZ79  | 3 nov 2007  | Kitt Peak       | Spacewatch          | —         | MPC                           |
| 251380                 | 2007 VK80  | 3 nov 2007  | Kitt Peak       | Spacewatch          | —         | MPC                           |
| 251381                 | 2007 VE87  | 2 nov 2007  | Socorro         | LINEAR              | —         | MPC                           |
| 251382                 | 2007 VB90  | 4 nov 2007  | Socorro         | LINEAR              | —         | MPC                           |
| 251383                 | 2007 VA96  | 7 nov 2007  | Bisei SG Center | BATTeRS             | —         | MPC                           |
| 251384                 | 2007 VJ138 | 2 nov 2007  | Kitt Peak       | Spacewatch          | —         | MPC                           |
| 251385                 | 2007 VJ163 | 5 nov 2007  | Kitt Peak       | Spacewatch          | —         | MPC                           |
| 251386                 | 2007 VG165 | 5 nov 2007  | Kitt Peak       | Spacewatch          | —         | MPC                           |
| 251387                 | 2007 VO174 | 3 nov 2007  | Mount Lemmon    | Mount Lemmon Survey | —         | MPC                           |
| 251388                 | 2007 VS186 | 12 nov 2007 | Bisei SG Center | BATTeRS             | —         | MPC                           |
| 251389                 | 2007 VR193 | 4 nov 2007  | Mount Lemmon    | Mount Lemmon Survey | —         | MPC                           |
| 251390                 | 2007 VY202 | 8 nov 2007  | Catalina        | CSS                 | —         | MPC                           |
| 251391                 | 2007 VD209 | 7 nov 2007  | Kitt Peak       | Spacewatch          | —         | MPC                           |
| 251392                 | 2007 VQ267 | 15 nov 2007 | La Sagra        | Mallorca Obs.       | —         | MPC                           |
| 251393                 | 2007 VJ330 | 3 nov 2007  | Mount Lemmon    | Mount Lemmon Survey | —         | MPC                           |
| 251394                 | 2007 WA39  | 19 nov 2007 | Kitt Peak       | Spacewatch          | —         | MPC                           |
| 251395                 | 2007 WD44  | 19 nov 2007 | Mount Lemmon    | Mount Lemmon Survey | —         | MPC                           |
| 251396                 | 2007 WG60  | 17 nov 2007 | Kitt Peak       | Spacewatch          | —         | MPC                           |
| 251397                 | 2007 XP22  | 10 dez 2007 | Socorro         | LINEAR              | —         | MPC                           |
| 251398                 | 2007 XB24  | 14 dez 2007 | La Sagra        | Mallorca Obs.       | —         | MPC                           |
| 251399                 | 2007 XR33  | 10 dez 2007 | Socorro         | LINEAR              | —         | MPC                           |
| 251400                 | 2007 XM57  | 4 dez 2007  | Socorro         | LINEAR              | —         | MPC                           |

## 251401–251500
| Designação         | Designação | Descoberta  | Descoberta        | Descobridor(es)     | Categoria | Mais informações / Referência |
| Permanente         | Provisória | Data        | Local             | Descobridor(es)     | Categoria | Mais informações / Referência |
| ------------------ | ---------- | ----------- | ----------------- | ------------------- | --------- | ----------------------------- |
| 251401             | 2007 YJ7   | 16 dez 2007 | Kitt Peak         | Spacewatch          | Mitidika  | MPC                           |
| 251402             | 2007 YL22  | 16 dez 2007 | Kitt Peak         | Spacewatch          | —         | MPC                           |
| 251403             | 2007 YA24  | 17 dez 2007 | Mount Lemmon      | Mount Lemmon Survey | Phocaea   | MPC                           |
| 251404             | 2007 YO31  | 28 dez 2007 | Kitt Peak         | Spacewatch          | —         | MPC                           |
| 251405             | 2007 YT31  | 28 dez 2007 | Lulin Observatory | LUSS                | —         | MPC                           |
| 251406             | 2007 YO63  | 31 dez 2007 | Kitt Peak         | Spacewatch          | —         | MPC                           |
| 251407             | 2008 AH3   | 8 jan 2008  | Dauban            | F. Kugel            | —         | MPC                           |
| 251408             | 2008 AU3   | 4 jan 2008  | Bisei SG Center   | BATTeRS             | —         | MPC                           |
| 251409             | 2008 AF6   | 10 jan 2008 | Mount Lemmon      | Mount Lemmon Survey | —         | MPC                           |
| 251410             | 2008 AS10  | 10 jan 2008 | Mount Lemmon      | Mount Lemmon Survey | —         | MPC                           |
| 251411             | 2008 AJ18  | 10 jan 2008 | Mount Lemmon      | Mount Lemmon Survey | —         | MPC                           |
| 251412             | 2008 AB29  | 11 jan 2008 | Mayhill           | A. Lowe             | —         | MPC                           |
| 251413             | 2008 AA30  | 8 jan 2008  | Altschwendt       | W. Ries             | —         | MPC                           |
| 251414             | 2008 AV38  | 10 jan 2008 | Catalina          | CSS                 | —         | MPC                           |
| 251415             | 2008 AT43  | 10 jan 2008 | Kitt Peak         | Spacewatch          | —         | MPC                           |
| 251416             | 2008 AN50  | 11 jan 2008 | Kitt Peak         | Spacewatch          | —         | MPC                           |
| 251417             | 2008 AX60  | 11 jan 2008 | Kitt Peak         | Spacewatch          | —         | MPC                           |
| 251418             | 2008 AP65  | 11 jan 2008 | Kitt Peak         | Spacewatch          | —         | MPC                           |
| 251419             | 2008 AY74  | 11 jan 2008 | Kitt Peak         | Spacewatch          | —         | MPC                           |
| 251420             | 2008 AQ79  | 12 jan 2008 | Kitt Peak         | Spacewatch          | —         | MPC                           |
| 251421             | 2008 AR81  | 13 jan 2008 | Mount Lemmon      | Mount Lemmon Survey | Hygiea    | MPC                           |
| 251422             | 2008 AE86  | 13 jan 2008 | Kitt Peak         | Spacewatch          | —         | MPC                           |
| 251423             | 2008 AP96  | 14 jan 2008 | Kitt Peak         | Spacewatch          | —         | MPC                           |
| 251424             | 2008 AH110 | 15 jan 2008 | Kitt Peak         | Spacewatch          | —         | MPC                           |
| 251425             | 2008 AZ113 | 10 jan 2008 | Mount Lemmon      | Mount Lemmon Survey | —         | MPC                           |
| 251426             | 2008 AM128 | 13 jan 2008 | Kitt Peak         | Spacewatch          | —         | MPC                           |
| 251427             | 2008 BH15  | 28 jan 2008 | La Sagra          | Mallorca Obs.       | —         | MPC                           |
| 251428             | 2008 BD16  | 28 jan 2008 | Lulin             | LUSS                | —         | MPC                           |
| 251429             | 2008 BV21  | 30 jan 2008 | Mount Lemmon      | Mount Lemmon Survey | —         | MPC                           |
| 251430             | 2008 BV32  | 30 jan 2008 | Kitt Peak         | Spacewatch          | Brangane  | MPC                           |
| 251431             | 2008 BY32  | 30 jan 2008 | Kitt Peak         | Spacewatch          | —         | MPC                           |
| 251432             | 2008 BG35  | 30 jan 2008 | Mount Lemmon      | Mount Lemmon Survey | —         | MPC                           |
| 251433             | 2008 BK36  | 30 jan 2008 | Kitt Peak         | Spacewatch          | —         | MPC                           |
| 251434             | 2008 BL48  | 18 jan 2008 | Mount Lemmon      | Mount Lemmon Survey | —         | MPC                           |
| 251435             | 2008 BO48  | 30 jan 2008 | Mount Lemmon      | Mount Lemmon Survey | —         | MPC                           |
| 251436             | 2008 CL8   | 2 fev 2008  | Kitt Peak         | Spacewatch          | —         | MPC                           |
| 251437             | 2008 CJ18  | 3 fev 2008  | Kitt Peak         | Spacewatch          | —         | MPC                           |
| 251438             | 2008 CE21  | 6 fev 2008  | Bisei SG Center   | BATTeRS             | —         | MPC                           |
| 251439             | 2008 CE33  | 2 fev 2008  | Kitt Peak         | Spacewatch          | —         | MPC                           |
| 251440             | 2008 CR41  | 2 fev 2008  | Kitt Peak         | Spacewatch          | —         | MPC                           |
| 251441             | 2008 CK42  | 2 fev 2008  | Kitt Peak         | Spacewatch          | —         | MPC                           |
| 251442             | 2008 CW45  | 2 fev 2008  | Catalina          | CSS                 | —         | MPC                           |
| 251443             | 2008 CY47  | 3 fev 2008  | Catalina          | CSS                 | —         | MPC                           |
| 251444             | 2008 CN60  | 7 fev 2008  | Mount Lemmon      | Mount Lemmon Survey | —         | MPC                           |
| 251445             | 2008 CK68  | 5 fev 2008  | La Sagra          | Mallorca Obs.       | —         | MPC                           |
| 251446             | 2008 CO78  | 7 fev 2008  | Kitt Peak         | Spacewatch          | —         | MPC                           |
| 251447             | 2008 CF91  | 8 fev 2008  | Kitt Peak         | Spacewatch          | —         | MPC                           |
| 251448             | 2008 CC112 | 10 fev 2008 | Kitt Peak         | Spacewatch          | —         | MPC                           |
| 251449 Olexakorolʹ | 2008 CK117 | 11 fev 2008 | Andrushivka       | Andrushivka Obs.    | —         | MPC                           |
| 251450             | 2008 CD120 | 11 fev 2008 | Dauban            | F. Kugel            | —         | MPC                           |
| 251451             | 2008 CR125 | 8 fev 2008  | Kitt Peak         | Spacewatch          | —         | MPC                           |
| 251452             | 2008 CW132 | 8 fev 2008  | Kitt Peak         | Spacewatch          | —         | MPC                           |
| 251453             | 2008 CA139 | 8 fev 2008  | Kitt Peak         | Spacewatch          | —         | MPC                           |
| 251454             | 2008 CB140 | 8 fev 2008  | Kitt Peak         | Spacewatch          | —         | MPC                           |
| 251455             | 2008 CM141 | 8 fev 2008  | Kitt Peak         | Spacewatch          | Ursula    | MPC                           |
| 251456             | 2008 CS143 | 8 fev 2008  | Kitt Peak         | Spacewatch          | —         | MPC                           |
| 251457             | 2008 CT152 | 9 fev 2008  | Catalina          | CSS                 | —         | MPC                           |
| 251458             | 2008 CK180 | 9 fev 2008  | Catalina          | CSS                 | —         | MPC                           |
| 251459             | 2008 CX180 | 9 fev 2008  | Catalina          | CSS                 | —         | MPC                           |
| 251460             | 2008 CV193 | 8 fev 2008  | Kitt Peak         | Spacewatch          | —         | MPC                           |
| 251461             | 2008 CZ193 | 9 fev 2008  | Kitt Peak         | Spacewatch          | —         | MPC                           |
| 251462             | 2008 CC195 | 13 fev 2008 | Kitt Peak         | Spacewatch          | —         | MPC                           |
| 251463             | 2008 CW195 | 3 fev 2008  | Kitt Peak         | Spacewatch          | Brangane  | MPC                           |
| 251464             | 2008 CC196 | 8 fev 2008  | Mount Lemmon      | Mount Lemmon Survey | —         | MPC                           |
| 251465             | 2008 CP198 | 12 fev 2008 | Kitt Peak         | Spacewatch          | —         | MPC                           |
| 251466             | 2008 CV206 | 10 fev 2008 | Mount Lemmon      | Mount Lemmon Survey | —         | MPC                           |
| 251467             | 2008 CF213 | 9 fev 2008  | Socorro           | LINEAR              | Brangane  | MPC                           |
| 251468             | 2008 DH10  | 26 fev 2008 | Anderson Mesa     | LONEOS              | —         | MPC                           |
| 251469             | 2008 DT13  | 26 fev 2008 | Mount Lemmon      | Mount Lemmon Survey | —         | MPC                           |
| 251470             | 2008 DR18  | 26 fev 2008 | Kitt Peak         | Spacewatch          | —         | MPC                           |
| 251471             | 2008 DW23  | 26 fev 2008 | Mount Lemmon      | Mount Lemmon Survey | Themis    | MPC                           |
| 251472             | 2008 DB27  | 29 fev 2008 | Kitt Peak         | Spacewatch          | —         | MPC                           |
| 251473             | 2008 DT30  | 27 fev 2008 | Kitt Peak         | Spacewatch          | —         | MPC                           |
| 251474             | 2008 DW30  | 27 fev 2008 | Kitt Peak         | Spacewatch          | —         | MPC                           |
| 251475             | 2008 DV32  | 27 fev 2008 | Kitt Peak         | Spacewatch          | —         | MPC                           |
| 251476             | 2008 DX32  | 27 fev 2008 | Kitt Peak         | Spacewatch          | —         | MPC                           |
| 251477             | 2008 DZ52  | 29 fev 2008 | Mount Lemmon      | Mount Lemmon Survey | —         | MPC                           |
| 251478             | 2008 DB55  | 26 fev 2008 | Kitt Peak         | Spacewatch          | —         | MPC                           |
| 251479             | 2008 DG57  | 28 fev 2008 | Catalina          | CSS                 | —         | MPC                           |
| 251480             | 2008 DT57  | 28 fev 2008 | Catalina          | CSS                 | —         | MPC                           |
| 251481             | 2008 DC59  | 27 fev 2008 | Kitt Peak         | Spacewatch          | —         | MPC                           |
| 251482             | 2008 DF76  | 28 fev 2008 | Mount Lemmon      | Mount Lemmon Survey | Maria     | MPC                           |
| 251483             | 2008 DR80  | 18 fev 2008 | Mount Lemmon      | Mount Lemmon Survey | —         | MPC                           |
| 251484             | 2008 DC84  | 18 fev 2008 | Mount Lemmon      | Mount Lemmon Survey | —         | MPC                           |
| 251485             | 2008 ED7   | 2 mar 2008  | Marly             | P. Kocher           | —         | MPC                           |
| 251486             | 2008 EG7   | 2 mar 2008  | Catalina          | CSS                 | —         | MPC                           |
| 251487             | 2008 EY7   | 3 mar 2008  | La Sagra          | Mallorca Obs.       | —         | MPC                           |
| 251488             | 2008 EZ14  | 1 mar 2008  | Kitt Peak         | Spacewatch          | Brangane  | MPC                           |
| 251489             | 2008 EA27  | 4 mar 2008  | Mount Lemmon      | Mount Lemmon Survey | —         | MPC                           |
| 251490             | 2008 EU35  | 3 mar 2008  | Kitt Peak         | Spacewatch          | —         | MPC                           |
| 251491             | 2008 EZ35  | 3 mar 2008  | Catalina          | CSS                 | Brangane  | MPC                           |
| 251492             | 2008 ET36  | 3 mar 2008  | Purple Mountain   | PMO NEO             | —         | MPC                           |
| 251493             | 2008 EG42  | 4 mar 2008  | Mount Lemmon      | Mount Lemmon Survey | —         | MPC                           |
| 251494             | 2008 EU49  | 6 mar 2008  | Kitt Peak         | Spacewatch          | —         | MPC                           |
| 251495             | 2008 ED71  | 6 mar 2008  | Mount Lemmon      | Mount Lemmon Survey | Ursula    | MPC                           |
| 251496             | 2008 EG79  | 8 mar 2008  | Catalina          | CSS                 | Phocaea   | MPC                           |
| 251497             | 2008 EK97  | 8 mar 2008  | Mount Lemmon      | Mount Lemmon Survey | —         | MPC                           |
| 251498             | 2008 EQ108 | 7 mar 2008  | Mount Lemmon      | Mount Lemmon Survey | —         | MPC                           |
| 251499             | 2008 EC109 | 7 mar 2008  | Mount Lemmon      | Mount Lemmon Survey | —         | MPC                           |
| 251500             | 2008 EA116 | 8 mar 2008  | Mount Lemmon      | Mount Lemmon Survey | —         | MPC                           |

## 251501–251600
| Designação           | Designação | Descoberta  | Descoberta      | Descobridor(es)      | Categoria | Mais informações / Referência |
| Permanente           | Provisória | Data        | Local           | Descobridor(es)      | Categoria | Mais informações / Referência |
| -------------------- | ---------- | ----------- | --------------- | -------------------- | --------- | ----------------------------- |
| 251501               | 2008 EU125 | 10 mar 2008 | Kitt Peak       | Spacewatch           | —         | MPC                           |
| 251502               | 2008 EU128 | 11 mar 2008 | Kitt Peak       | Spacewatch           | —         | MPC                           |
| 251503               | 2008 EC129 | 11 mar 2008 | Kitt Peak       | Spacewatch           | —         | MPC                           |
| 251504               | 2008 EC146 | 14 mar 2008 | Purple Mountain | PMO NEO              | —         | MPC                           |
| 251505               | 2008 EQ151 | 8 mar 2008  | Mount Lemmon    | Mount Lemmon Survey  | —         | MPC                           |
| 251506               | 2008 FB2   | 25 mar 2008 | Kitt Peak       | Spacewatch           | —         | MPC                           |
| 251507               | 2008 FJ3   | 25 mar 2008 | Kitt Peak       | Spacewatch           | —         | MPC                           |
| 251508               | 2008 FD8   | 25 mar 2008 | Kitt Peak       | Spacewatch           | —         | MPC                           |
| 251509               | 2008 FY13  | 26 mar 2008 | Mount Lemmon    | Mount Lemmon Survey  | —         | MPC                           |
| 251510               | 2008 FZ32  | 28 mar 2008 | Mount Lemmon    | Mount Lemmon Survey  | —         | MPC                           |
| 251511               | 2008 FQ41  | 28 mar 2008 | Mount Lemmon    | Mount Lemmon Survey  | —         | MPC                           |
| 251512               | 2008 FK58  | 28 mar 2008 | Mount Lemmon    | Mount Lemmon Survey  | —         | MPC                           |
| 251513               | 2008 FY61  | 25 mar 2008 | Kitt Peak       | Spacewatch           | —         | MPC                           |
| 251514               | 2008 FH68  | 28 mar 2008 | Mount Lemmon    | Mount Lemmon Survey  | —         | MPC                           |
| 251515               | 2008 FJ78  | 27 mar 2008 | Mount Lemmon    | Mount Lemmon Survey  | —         | MPC                           |
| 251516               | 2008 FJ81  | 27 mar 2008 | Mount Lemmon    | Mount Lemmon Survey  | —         | MPC                           |
| 251517               | 2008 FZ117 | 31 mar 2008 | Kitt Peak       | Spacewatch           | —         | MPC                           |
| 251518               | 2008 FW118 | 31 mar 2008 | Mount Lemmon    | Mount Lemmon Survey  | —         | MPC                           |
| 251519               | 2008 FY123 | 29 mar 2008 | Catalina        | CSS                  | —         | MPC                           |
| 251520               | 2008 FB131 | 29 mar 2008 | Kitt Peak       | Spacewatch           | —         | MPC                           |
| 251521               | 2008 GO3   | 6 abr 2008  | Kanab           | E. E. Sheridan       | —         | MPC                           |
| 251522               | 2008 GZ33  | 3 abr 2008  | Mount Lemmon    | Mount Lemmon Survey  | —         | MPC                           |
| 251523               | 2008 GA49  | 5 abr 2008  | Kitt Peak       | Spacewatch           | —         | MPC                           |
| 251524               | 2008 GU50  | 5 abr 2008  | Mount Lemmon    | Mount Lemmon Survey  | —         | MPC                           |
| 251525               | 2008 GX60  | 5 abr 2008  | Catalina        | CSS                  | —         | MPC                           |
| 251526               | 2008 GX98  | 9 abr 2008  | Kitt Peak       | Spacewatch           | —         | MPC                           |
| 251527               | 2008 GV137 | 8 abr 2008  | Kitt Peak       | Spacewatch           | —         | MPC                           |
| 251528               | 2008 GU141 | 14 abr 2008 | Mount Lemmon    | Mount Lemmon Survey  | —         | MPC                           |
| 251529               | 2008 HR1   | 24 abr 2008 | Kitt Peak       | Spacewatch           | Brangane  | MPC                           |
| 251530               | 2008 HT16  | 25 abr 2008 | Mount Lemmon    | Mount Lemmon Survey  | —         | MPC                           |
| 251531               | 2008 HA28  | 28 abr 2008 | Kitt Peak       | Spacewatch           | —         | MPC                           |
| 251532               | 2008 HE30  | 29 abr 2008 | Kitt Peak       | Spacewatch           | —         | MPC                           |
| 251533               | 2008 JQ17  | 4 mai 2008  | Kitt Peak       | Spacewatch           | —         | MPC                           |
| 251534               | 2008 KK4   | 27 mai 2008 | Kitt Peak       | Spacewatch           | —         | MPC                           |
| 251535               | 2008 KK8   | 27 mai 2008 | Kitt Peak       | Spacewatch           | —         | MPC                           |
| 251536               | 2008 SK257 | 22 set 2008 | Kitt Peak       | Spacewatch           | Vesta     | MPC                           |
| 251537               | 2008 UE5   | 26 out 2008 | Catalina        | CSS                  | Juno      | MPC                           |
| 251538               | 2008 WZ128 | 21 nov 2008 | Mount Lemmon    | Mount Lemmon Survey  | —         | MPC                           |
| 251539               | 2008 XQ43  | 2 dez 2008  | Kitt Peak       | Spacewatch           | Juno      | MPC                           |
| 251540               | 2008 YF1   | 19 dez 2008 | La Sagra        | Mallorca Obs.        | Ursula    | MPC                           |
| 251541               | 2008 YG172 | 29 dez 2008 | Mount Lemmon    | Mount Lemmon Survey  | —         | MPC                           |
| 251542               | 2009 AB47  | 7 jan 2009  | Kitt Peak       | Spacewatch           | —         | MPC                           |
| 251543               | 2009 BM62  | 18 jan 2009 | Purple Mountain | PMO NEO              | —         | MPC                           |
| 251544               | 2009 BA70  | 25 jan 2009 | Catalina        | CSS                  | Juno      | MPC                           |
| 251545               | 2009 BK97  | 25 jan 2009 | Kitt Peak       | Spacewatch           | —         | MPC                           |
| 251546               | 2009 BR147 | 30 jan 2009 | Mount Lemmon    | Mount Lemmon Survey  | —         | MPC                           |
| 251547               | 2009 BA150 | 31 jan 2009 | Kitt Peak       | Spacewatch           | —         | MPC                           |
| 251548               | 2009 BO177 | 30 jan 2009 | Mount Lemmon    | Mount Lemmon Survey  | —         | MPC                           |
| 251549               | 2009 CE23  | 1 fev 2009  | Kitt Peak       | Spacewatch           | —         | MPC                           |
| 251550               | 2009 CP30  | 1 fev 2009  | Kitt Peak       | Spacewatch           | —         | MPC                           |
| 251551               | 2009 CJ31  | 1 fev 2009  | Kitt Peak       | Spacewatch           | —         | MPC                           |
| 251552               | 2009 CO44  | 14 fev 2009 | Kitt Peak       | Spacewatch           | —         | MPC                           |
| 251553               | 2009 CC50  | 14 fev 2009 | La Sagra        | Mallorca Obs.        | —         | MPC                           |
| 251554               | 2009 CX58  | 4 fev 2009  | Mount Lemmon    | Mount Lemmon Survey  | —         | MPC                           |
| 251555               | 2009 CF64  | 2 fev 2009  | Kitt Peak       | Spacewatch           | —         | MPC                           |
| 251556               | 2009 DY14  | 20 fev 2009 | Calvin-Rehoboth | Calvin–Rehoboth Obs. | —         | MPC                           |
| 251557               | 2009 DJ15  | 16 fev 2009 | La Sagra        | Mallorca Obs.        | —         | MPC                           |
| 251558               | 2009 DD18  | 19 fev 2009 | Kitt Peak       | Spacewatch           | —         | MPC                           |
| 251559               | 2009 DV45  | 23 fev 2009 | Socorro         | LINEAR               | —         | MPC                           |
| 251560               | 2009 DY60  | 22 fev 2009 | Kitt Peak       | Spacewatch           | —         | MPC                           |
| 251561               | 2009 DV63  | 22 fev 2009 | Kitt Peak       | Spacewatch           | —         | MPC                           |
| 251562               | 2009 DQ71  | 19 fev 2009 | La Sagra        | Mallorca Obs.        | —         | MPC                           |
| 251563               | 2009 DN91  | 27 fev 2009 | Kitt Peak       | Spacewatch           | —         | MPC                           |
| 251564               | 2009 DP120 | 27 fev 2009 | Kitt Peak       | Spacewatch           | —         | MPC                           |
| 251565               | 2009 DQ130 | 27 fev 2009 | Kitt Peak       | Spacewatch           | —         | MPC                           |
| 251566               | 2009 DL141 | 20 fev 2009 | Kitt Peak       | Spacewatch           | —         | MPC                           |
| 251567               | 2009 DQ141 | 26 fev 2009 | Kitt Peak       | Spacewatch           | —         | MPC                           |
| 251568               | 2009 EL15  | 15 mar 2009 | Kitt Peak       | Spacewatch           | —         | MPC                           |
| 251569               | 2009 EB18  | 15 mar 2009 | Kitt Peak       | Spacewatch           | —         | MPC                           |
| 251570               | 2009 ES22  | 3 mar 2009  | Kitt Peak       | Spacewatch           | Mitidika  | MPC                           |
| 251571               | 2009 ES26  | 2 mar 2009  | Mount Lemmon    | Mount Lemmon Survey  | —         | MPC                           |
| 251572               | 2009 FN1   | 16 mar 2009 | La Sagra        | Mallorca Obs.        | —         | MPC                           |
| 251573               | 2009 FA8   | 16 mar 2009 | Kitt Peak       | Spacewatch           | —         | MPC                           |
| 251574               | 2009 FN18  | 19 mar 2009 | La Sagra        | Mallorca Obs.        | —         | MPC                           |
| 251575               | 2009 FE25  | 23 mar 2009 | La Sagra        | Mallorca Obs.        | —         | MPC                           |
| 251576               | 2009 FB27  | 19 mar 2009 | Mount Lemmon    | Mount Lemmon Survey  | —         | MPC                           |
| 251577               | 2009 FQ44  | 21 mar 2009 | La Sagra        | Mallorca Obs.        | —         | MPC                           |
| 251578               | 2009 FX45  | 27 mar 2009 | Kitt Peak       | Spacewatch           | —         | MPC                           |
| 251579               | 2009 FZ47  | 19 mar 2009 | Catalina        | CSS                  | —         | MPC                           |
| 251580               | 2009 FC50  | 27 mar 2009 | Catalina        | CSS                  | —         | MPC                           |
| 251581               | 2009 FJ61  | 16 mar 2009 | Catalina        | CSS                  | —         | MPC                           |
| 251582               | 2009 FL68  | 19 mar 2009 | Catalina        | CSS                  | —         | MPC                           |
| 251583               | 2009 FZ68  | 16 mar 2009 | Kitt Peak       | Spacewatch           | —         | MPC                           |
| 251584               | 2009 FP70  | 21 mar 2009 | Kitt Peak       | Spacewatch           | —         | MPC                           |
| 251585               | 2009 FM71  | 31 mar 2009 | Mount Lemmon    | Mount Lemmon Survey  | —         | MPC                           |
| 251586               | 2009 FC75  | 16 mar 2009 | Catalina        | CSS                  | —         | MPC                           |
| 251587               | 2009 FU75  | 21 mar 2009 | Mount Lemmon    | Mount Lemmon Survey  | Mitidika  | MPC                           |
| 251588               | 2009 FE76  | 24 mar 2009 | Kitt Peak       | Spacewatch           | —         | MPC                           |
| 251589               | 2009 HW1   | 17 abr 2009 | Catalina        | CSS                  | —         | MPC                           |
| 251590               | 2009 HT6   | 17 abr 2009 | Kitt Peak       | Spacewatch           | —         | MPC                           |
| 251591               | 2009 HQ10  | 18 abr 2009 | Mount Lemmon    | Mount Lemmon Survey  | —         | MPC                           |
| 251592               | 2009 HK12  | 18 abr 2009 | Piszkéstető     | K. Sárneczky         | —         | MPC                           |
| 251593               | 2009 HC25  | 17 abr 2009 | Kitt Peak       | Spacewatch           | —         | MPC                           |
| 251594               | 2009 HY26  | 18 abr 2009 | Kitt Peak       | Spacewatch           | Mitidika  | MPC                           |
| 251595 Rudolfböttger | 2009 HA36  | 20 abr 2009 | Taunus          | S. Karge, R. Kling   | —         | MPC                           |
| 251596               | 2009 HV38  | 18 abr 2009 | Kitt Peak       | Spacewatch           | —         | MPC                           |
| 251597               | 2009 HP39  | 18 abr 2009 | Mount Lemmon    | Mount Lemmon Survey  | —         | MPC                           |
| 251598               | 2009 HA40  | 20 abr 2009 | Kitt Peak       | Spacewatch           | —         | MPC                           |
| 251599               | 2009 HE64  | 22 abr 2009 | Mount Lemmon    | Mount Lemmon Survey  | —         | MPC                           |
| 251600               | 2009 HQ69  | 22 abr 2009 | Mount Lemmon    | Mount Lemmon Survey  | —         | MPC                           |

## 251601–251700
| Designação       | Designação | Descoberta  | Descoberta    | Descobridor(es)          | Categoria | Mais informações / Referência |
| Permanente       | Provisória | Data        | Local         | Descobridor(es)          | Categoria | Mais informações / Referência |
| ---------------- | ---------- | ----------- | ------------- | ------------------------ | --------- | ----------------------------- |
| 251601           | 2009 HR75  | 28 abr 2009 | Kitt Peak     | Spacewatch               | —         | MPC                           |
| 251602           | 2009 HS82  | 24 abr 2009 | Mount Lemmon  | Mount Lemmon Survey      | —         | MPC                           |
| 251603           | 2009 HO83  | 27 abr 2009 | Kitt Peak     | Spacewatch               | —         | MPC                           |
| 251604           | 2009 HN89  | 29 abr 2009 | La Sagra      | Mallorca Obs.            | —         | MPC                           |
| 251605           | 2009 HB90  | 18 abr 2009 | Mount Lemmon  | Mount Lemmon Survey      | —         | MPC                           |
| 251606           | 2009 HA91  | 21 abr 2009 | La Sagra      | Mallorca Obs.            | —         | MPC                           |
| 251607           | 2009 HP94  | 28 abr 2009 | Cerro Burek   | Alianza S4 Obs.          | —         | MPC                           |
| 251608           | 2009 HH98  | 20 abr 2009 | Kitt Peak     | Spacewatch               | —         | MPC                           |
| 251609           | 2009 HJ99  | 20 abr 2009 | Kitt Peak     | Spacewatch               | —         | MPC                           |
| 251610           | 2009 HL101 | 23 abr 2009 | Kitt Peak     | Spacewatch               | —         | MPC                           |
| 251611           | 2009 HQ101 | 20 abr 2009 | Mount Lemmon  | Mount Lemmon Survey      | —         | MPC                           |
| 251612           | 2009 HZ101 | 19 abr 2009 | Kitt Peak     | Spacewatch               | —         | MPC                           |
| 251613           | 2009 HH105 | 21 abr 2009 | Kitt Peak     | Spacewatch               | —         | MPC                           |
| 251614           | 2009 JE7   | 13 mai 2009 | Kitt Peak     | Spacewatch               | —         | MPC                           |
| 251615           | 2009 JA8   | 13 mai 2009 | Kitt Peak     | Spacewatch               | —         | MPC                           |
| 251616           | 2009 JY16  | 13 mai 2009 | Kitt Peak     | Spacewatch               | Brangane  | MPC                           |
| 251617           | 2009 JG18  | 5 mai 2009  | Kitt Peak     | Spacewatch               | Phocaea   | MPC                           |
| 251618           | 2009 KE15  | 26 mai 2009 | Catalina      | CSS                      | —         | MPC                           |
| 251619           | 2009 LS2   | 13 jun 2009 | Skylive       | F. Tozzi                 | —         | MPC                           |
| 251620           | 2009 MH    | 16 jun 2009 | Kitt Peak     | Spacewatch               | —         | MPC                           |
| 251621 Lüthen    | 2009 RR2   | 10 set 2009 | ESA OGS       | M. Busch, R. Kresken     | —         | MPC                           |
| 251622           | 2009 UK133 | 21 out 2009 | Mount Lemmon  | Mount Lemmon Survey      | —         | MPC                           |
| 251623           | 2009 VE41  | 9 nov 2009  | Catalina      | CSS                      | —         | MPC                           |
| 251624           | 2009 XP22  | 15 dez 2009 | Mount Lemmon  | Mount Lemmon Survey      | —         | MPC                           |
| 251625 Timconrow | 2010 DD21  | 17 fev 2010 | WISE          | WISE                     | —         | MPC                           |
| 251626           | 2010 FM53  | 22 mar 2010 | ESA OGS       | ESA OGS                  | —         | MPC                           |
| 251627 Joyceearl | 2010 JV16  | 2 mai 2010  | WISE          | WISE                     | —         | MPC                           |
| 251628           | 2010 JK105 | 12 mai 2010 | WISE          | WISE                     | —         | MPC                           |
| 251629           | 2010 JR125 | 12 mai 2010 | WISE          | WISE                     | —         | MPC                           |
| 251630           | 2010 JK130 | 13 mai 2010 | WISE          | WISE                     | —         | MPC                           |
| 251631           | 2010 KV18  | 17 mai 2010 | WISE          | WISE                     | —         | MPC                           |
| 251632           | 2010 KZ29  | 18 mai 2010 | WISE          | WISE                     | —         | MPC                           |
| 251633           | 2010 KP45  | 21 mai 2010 | WISE          | WISE                     | —         | MPC                           |
| 251634           | 2010 KR49  | 22 mai 2010 | WISE          | WISE                     | —         | MPC                           |
| 251635           | 2010 KX63  | 23 mai 2010 | WISE          | WISE                     | —         | MPC                           |
| 251636           | 2010 KH65  | 24 mai 2010 | WISE          | WISE                     | —         | MPC                           |
| 251637           | 2010 KN68  | 24 mai 2010 | WISE          | WISE                     | Ursula    | MPC                           |
| 251638           | 2010 KD83  | 26 mai 2010 | WISE          | WISE                     | —         | MPC                           |
| 251639           | 2010 KX87  | 26 mai 2010 | WISE          | WISE                     | —         | MPC                           |
| 251640           | 2010 KH116 | 30 mai 2010 | WISE          | WISE                     | Ursula    | MPC                           |
| 251641           | 2010 LX79  | 10 jun 2010 | WISE          | WISE                     | Phocaea   | MPC                           |
| 251642           | 2010 LC97  | 13 jun 2010 | WISE          | WISE                     | —         | MPC                           |
| 251643           | 2010 LA135 | 10 jun 2010 | Mount Lemmon  | Mount Lemmon Survey      | —         | MPC                           |
| 251644           | 2010 MF4   | 19 jun 2010 | Mount Lemmon  | Mount Lemmon Survey      | —         | MPC                           |
| 251645           | 2010 NZ4   | 6 jul 2010  | Kitt Peak     | Spacewatch               | —         | MPC                           |
| 251646           | 2010 OZ126 | 20 jul 2010 | La Sagra      | Mallorca Obs.            | —         | MPC                           |
| 251647           | 2834 P-L   | 24 set 1960 | Palomar       | PLS                      | —         | MPC                           |
| 251648           | 4277 P-L   | 24 set 1960 | Palomar       | PLS                      | —         | MPC                           |
| 251649           | 1208 T-2   | 29 set 1973 | Palomar       | PLS                      | —         | MPC                           |
| 251650           | 2197 T-3   | 16 out 1977 | Palomar       | PLS                      | —         | MPC                           |
| 251651           | 2336 T-3   | 16 out 1977 | Palomar       | PLS                      | —         | MPC                           |
| 251652           | 1981 EX45  | 1 mar 1981  | Siding Spring | S. J. Bus                | —         | MPC                           |
| 251653           | 1991 TH15  | 6 out 1991  | Palomar       | A. Lowe                  | —         | MPC                           |
| 251654           | 1993 RB15  | 15 set 1993 | Calar Alto    | K. Birkle, H. Boehnhardt | —         | MPC                           |
| 251655           | 1993 TH11  | 15 out 1993 | Kitt Peak     | Spacewatch               | —         | MPC                           |
| 251656           | 1993 UW7   | 20 out 1993 | La Silla      | E. W. Elst               | —         | MPC                           |
| 251657           | 1994 AH8   | 8 jan 1994  | Kitt Peak     | Spacewatch               | —         | MPC                           |
| 251658           | 1994 GZ1   | 3 abr 1994  | Kitt Peak     | Spacewatch               | Themis    | MPC                           |
| 251659           | 1994 JU6   | 4 mai 1994  | Kitt Peak     | Spacewatch               | —         | MPC                           |
| 251660           | 1994 RZ8   | 12 set 1994 | Kitt Peak     | Spacewatch               | —         | MPC                           |
| 251661           | 1994 SY2   | 28 set 1994 | Kitt Peak     | Spacewatch               | —         | MPC                           |
| 251662           | 1994 SK5   | 28 set 1994 | Kitt Peak     | Spacewatch               | —         | MPC                           |
| 251663           | 1994 SP11  | 29 set 1994 | Kitt Peak     | Spacewatch               | Brangane  | MPC                           |
| 251664           | 1994 UG9   | 28 out 1994 | Kitt Peak     | Spacewatch               | —         | MPC                           |
| 251665           | 1994 YZ3   | 31 dez 1994 | Kitt Peak     | Spacewatch               | —         | MPC                           |
| 251666           | 1995 BW10  | 29 jan 1995 | Kitt Peak     | Spacewatch               | —         | MPC                           |
| 251667           | 1995 FL1   | 23 mar 1995 | Kitt Peak     | Spacewatch               | —         | MPC                           |
| 251668           | 1995 FO4   | 23 mar 1995 | Kitt Peak     | Spacewatch               | —         | MPC                           |
| 251669           | 1995 FU7   | 25 mar 1995 | Kitt Peak     | Spacewatch               | —         | MPC                           |
| 251670           | 1995 QQ14  | 27 ago 1995 | Kitt Peak     | Spacewatch               | —         | MPC                           |
| 251671           | 1995 SJ11  | 17 set 1995 | Kitt Peak     | Spacewatch               | —         | MPC                           |
| 251672           | 1995 SG13  | 18 set 1995 | Kitt Peak     | Spacewatch               | Chloris   | MPC                           |
| 251673           | 1995 SY18  | 18 set 1995 | Kitt Peak     | Spacewatch               | —         | MPC                           |
| 251674           | 1995 SP22  | 19 set 1995 | Kitt Peak     | Spacewatch               | —         | MPC                           |
| 251675           | 1995 SL23  | 19 set 1995 | Kitt Peak     | Spacewatch               | —         | MPC                           |
| 251676           | 1995 SA32  | 21 set 1995 | Kitt Peak     | Spacewatch               | —         | MPC                           |
| 251677           | 1995 SU38  | 24 set 1995 | Kitt Peak     | Spacewatch               | —         | MPC                           |
| 251678           | 1995 SV60  | 25 set 1995 | Kitt Peak     | Spacewatch               | —         | MPC                           |
| 251679           | 1995 TD3   | 15 out 1995 | Kitt Peak     | Spacewatch               | —         | MPC                           |
| 251680           | 1995 TS4   | 15 out 1995 | Kitt Peak     | Spacewatch               | —         | MPC                           |
| 251681           | 1995 UW17  | 18 out 1995 | Kitt Peak     | Spacewatch               | —         | MPC                           |
| 251682           | 1995 US30  | 20 out 1995 | Kitt Peak     | Spacewatch               | Mitidika  | MPC                           |
| 251683           | 1995 UY34  | 21 out 1995 | Kitt Peak     | Spacewatch               | —         | MPC                           |
| 251684           | 1995 UL39  | 22 out 1995 | Kitt Peak     | Spacewatch               | —         | MPC                           |
| 251685           | 1995 UC40  | 23 out 1995 | Kitt Peak     | Spacewatch               | —         | MPC                           |
| 251686           | 1995 UF42  | 24 out 1995 | Kitt Peak     | Spacewatch               | —         | MPC                           |
| 251687           | 1995 UR50  | 17 out 1995 | Kitt Peak     | Spacewatch               | —         | MPC                           |
| 251688           | 1995 UX59  | 19 out 1995 | Kitt Peak     | Spacewatch               | Mitidika  | MPC                           |
| 251689           | 1995 VV7   | 14 nov 1995 | Kitt Peak     | Spacewatch               | —         | MPC                           |
| 251690           | 1995 VJ8   | 14 nov 1995 | Kitt Peak     | Spacewatch               | Brangane  | MPC                           |
| 251691           | 1995 VW17  | 15 nov 1995 | Kitt Peak     | Spacewatch               | —         | MPC                           |
| 251692           | 1995 WX12  | 16 nov 1995 | Kitt Peak     | Spacewatch               | Juno      | MPC                           |
| 251693           | 1995 WB15  | 17 nov 1995 | Kitt Peak     | Spacewatch               | —         | MPC                           |
| 251694           | 1995 WP27  | 19 nov 1995 | Kitt Peak     | Spacewatch               | —         | MPC                           |
| 251695           | 1995 WC33  | 20 nov 1995 | Kitt Peak     | Spacewatch               | —         | MPC                           |
| 251696           | 1995 YU6   | 16 dez 1995 | Kitt Peak     | Spacewatch               | —         | MPC                           |
| 251697           | 1996 AN18  | 13 jan 1996 | Kitt Peak     | Spacewatch               | —         | MPC                           |
| 251698           | 1996 DJ    | 18 fev 1996 | Siding Spring | M. Hartley               | —         | MPC                           |
| 251699           | 1996 FA5   | 21 mar 1996 | Socorro       | Lincoln Lab ETS          | Juno      | MPC                           |
| 251700           | 1996 RK21  | 6 set 1996  | Kitt Peak     | Spacewatch               | —         | MPC                           |

## 251701–251800
| Designação | Designação | Descoberta  | Descoberta          | Descobridor(es)       | Categoria | Mais informações / Referência |
| Permanente | Provisória | Data        | Local               | Descobridor(es)       | Categoria | Mais informações / Referência |
| ---------- | ---------- | ----------- | ------------------- | --------------------- | --------- | ----------------------------- |
| 251701     | 1996 TD16  | 4 out 1996  | Kitt Peak           | Spacewatch            | Vesta     | MPC                           |
| 251702     | 1996 TS16  | 4 out 1996  | Kitt Peak           | Spacewatch            | Vesta     | MPC                           |
| 251703     | 1996 TL18  | 4 out 1996  | Kitt Peak           | Spacewatch            | —         | MPC                           |
| 251704     | 1996 TJ26  | 7 out 1996  | Kitt Peak           | Spacewatch            | —         | MPC                           |
| 251705     | 1996 UJ    | 17 out 1996 | Prescott            | P. G. Comba           | —         | MPC                           |
| 251706     | 1996 XZ11  | 4 dez 1996  | Kitt Peak           | Spacewatch            | —         | MPC                           |
| 251707     | 1996 XV29  | 14 dez 1996 | Kitt Peak           | Spacewatch            | —         | MPC                           |
| 251708     | 1996 XO32  | 15 dez 1996 | Saji                | Saji Obs.             | Juno      | MPC                           |
| 251709     | 1997 AA5   | 2 jan 1997  | Chichibu            | N. Satō               | —         | MPC                           |
| 251710     | 1997 CN2   | 2 fev 1997  | Kitt Peak           | Spacewatch            | —         | MPC                           |
| 251711     | 1997 CF11  | 3 fev 1997  | Kitt Peak           | Spacewatch            | —         | MPC                           |
| 251712     | 1997 CO16  | 9 fev 1997  | Kitt Peak           | Spacewatch            | —         | MPC                           |
| 251713     | 1997 ES16  | 5 mar 1997  | Kitt Peak           | Spacewatch            | —         | MPC                           |
| 251714     | 1997 GK5   | 8 abr 1997  | Kitt Peak           | Spacewatch            | Mitidika  | MPC                           |
| 251715     | 1997 GA10  | 3 abr 1997  | Socorro             | LINEAR                | —         | MPC                           |
| 251716     | 1997 GR10  | 3 abr 1997  | Socorro             | LINEAR                | —         | MPC                           |
| 251717     | 1997 HS10  | 30 abr 1997 | Socorro             | LINEAR                | —         | MPC                           |
| 251718     | 1997 SV18  | 28 set 1997 | Kitt Peak           | Spacewatch            | —         | MPC                           |
| 251719     | 1997 ST20  | 28 set 1997 | Kitt Peak           | Spacewatch            | Phocaea   | MPC                           |
| 251720     | 1997 SE32  | 25 set 1997 | Bergisch Gladbac    | W. Bickel             | —         | MPC                           |
| 251721     | 1997 UO    | 19 out 1997 | Kleť                | Kleť Obs.             | —         | MPC                           |
| 251722     | 1997 US2   | 23 out 1997 | Kitt Peak           | Spacewatch            | —         | MPC                           |
| 251723     | 1997 WZ3   | 20 nov 1997 | Kitt Peak           | Spacewatch            | —         | MPC                           |
| 251724     | 1997 WR25  | 20 nov 1997 | Kitt Peak           | Spacewatch            | —         | MPC                           |
| 251725     | 1998 BV19  | 22 jan 1998 | Kitt Peak           | Spacewatch            | —         | MPC                           |
| 251726     | 1998 DD1   | 18 fev 1998 | Kleť                | Kleť Obs.             | —         | MPC                           |
| 251727     | 1998 FJ38  | 20 mar 1998 | Socorro             | LINEAR                | —         | MPC                           |
| 251728     | 1998 FA47  | 20 mar 1998 | Socorro             | LINEAR                | —         | MPC                           |
| 251729     | 1998 FN67  | 20 mar 1998 | Socorro             | LINEAR                | —         | MPC                           |
| 251730     | 1998 HG12  | 19 abr 1998 | Kitt Peak           | Spacewatch            | —         | MPC                           |
| 251731     | 1998 HY24  | 17 abr 1998 | Kitt Peak           | Spacewatch            | —         | MPC                           |
| 251732     | 1998 HG49  | 27 abr 1998 | Kitt Peak           | Spacewatch            | —         | MPC                           |
| 251733     | 1998 HO86  | 21 abr 1998 | Socorro             | LINEAR                | —         | MPC                           |
| 251734     | 1998 KB12  | 27 mai 1998 | Kitt Peak           | Spacewatch            | Juno      | MPC                           |
| 251735     | 1998 MO4   | 17 jun 1998 | Kitt Peak           | Spacewatch            | —         | MPC                           |
| 251736     | 1998 MR16  | 27 jun 1998 | Kitt Peak           | Spacewatch            | —         | MPC                           |
| 251737     | 1998 QK62  | 26 ago 1998 | Xinglong            | SCAP                  | —         | MPC                           |
| 251738     | 1998 QU87  | 24 ago 1998 | Socorro             | LINEAR                | —         | MPC                           |
| 251739     | 1998 SH29  | 18 set 1998 | Kitt Peak           | Spacewatch            | —         | MPC                           |
| 251740     | 1998 TG33  | 14 out 1998 | Anderson Mesa       | LONEOS                | —         | MPC                           |
| 251741     | 1998 UQ11  | 17 out 1998 | Kitt Peak           | Spacewatch            | Mitidika  | MPC                           |
| 251742     | 1998 VD57  | 14 nov 1998 | Kitt Peak           | Spacewatch            | Vesta     | MPC                           |
| 251743     | 1998 WO24  | 18 nov 1998 | Kitt Peak           | M. W. Buie            | Vesta     | MPC                           |
| 251744     | 1998 WS24  | 19 nov 1998 | Kitt Peak           | M. W. Buie            | Vesta     | MPC                           |
| 251745     | 1998 WK36  | 19 nov 1998 | Kitt Peak           | Spacewatch            | —         | MPC                           |
| 251746     | 1998 WL43  | 22 nov 1998 | Kitt Peak           | Spacewatch            | —         | MPC                           |
| 251747     | 1998 XJ2   | 8 dez 1998  | Kitt Peak           | Spacewatch            | —         | MPC                           |
| 251748     | 1998 XC11  | 15 dez 1998 | Caussols            | ODAS                  | —         | MPC                           |
| 251749     | 1998 XR49  | 14 dez 1998 | Socorro             | LINEAR                | Pallas    | MPC                           |
| 251750     | 1998 YN21  | 26 dez 1998 | Kitt Peak           | Spacewatch            | —         | MPC                           |
| 251751     | 1999 AX12  | 7 jan 1999  | Kitt Peak           | Spacewatch            | —         | MPC                           |
| 251752     | 1999 AP13  | 7 jan 1999  | Kitt Peak           | Spacewatch            | —         | MPC                           |
| 251753     | 1999 AX14  | 8 jan 1999  | Kitt Peak           | Spacewatch            | —         | MPC                           |
| 251754     | 1999 AA17  | 11 jan 1999 | Kitt Peak           | Spacewatch            | —         | MPC                           |
| 251755     | 1999 CG34  | 10 fev 1999 | Socorro             | LINEAR                | —         | MPC                           |
| 251756     | 1999 CU90  | 10 fev 1999 | Socorro             | LINEAR                | —         | MPC                           |
| 251757     | 1999 CL107 | 12 fev 1999 | Socorro             | LINEAR                | —         | MPC                           |
| 251758     | 1999 CL115 | 12 fev 1999 | Socorro             | LINEAR                | —         | MPC                           |
| 251759     | 1999 CE145 | 8 fev 1999  | Kitt Peak           | Spacewatch            | —         | MPC                           |
| 251760     | 1999 FO2   | 16 mar 1999 | Kitt Peak           | Spacewatch            | —         | MPC                           |
| 251761     | 1999 FN6   | 17 mar 1999 | Caussols            | ODAS                  | —         | MPC                           |
| 251762     | 1999 FS12  | 18 mar 1999 | Kitt Peak           | Spacewatch            | —         | MPC                           |
| 251763     | 1999 FX16  | 23 mar 1999 | Kitt Peak           | Spacewatch            | —         | MPC                           |
| 251764     | 1999 GV61  | 9 abr 1999  | Anderson Mesa       | LONEOS                | —         | MPC                           |
| 251765     | 1999 JS4   | 10 mai 1999 | Socorro             | LINEAR                | —         | MPC                           |
| 251766     | 1999 JC5   | 10 mai 1999 | Socorro             | LINEAR                | Juno      | MPC                           |
| 251767     | 1999 JK75  | 13 mai 1999 | Socorro             | LINEAR                | —         | MPC                           |
| 251768     | 1999 JF98  | 12 mai 1999 | Socorro             | LINEAR                | —         | MPC                           |
| 251769     | 1999 NP1   | 12 jul 1999 | Socorro             | LINEAR                | —         | MPC                           |
| 251770     | 1999 NM7   | 13 jul 1999 | Socorro             | LINEAR                | —         | MPC                           |
| 251771     | 1999 RP2   | 6 set 1999  | Catalina            | CSS                   | —         | MPC                           |
| 251772     | 1999 RL5   | 3 set 1999  | Kitt Peak           | Spacewatch            | —         | MPC                           |
| 251773     | 1999 RF7   | 3 set 1999  | Kitt Peak           | Spacewatch            | —         | MPC                           |
| 251774     | 1999 RG10  | 7 set 1999  | Socorro             | LINEAR                | —         | MPC                           |
| 251775     | 1999 RQ12  | 7 set 1999  | Socorro             | LINEAR                | —         | MPC                           |
| 251776     | 1999 RZ21  | 7 set 1999  | Socorro             | LINEAR                | —         | MPC                           |
| 251777     | 1999 RC67  | 7 set 1999  | Socorro             | LINEAR                | —         | MPC                           |
| 251778     | 1999 RM69  | 7 set 1999  | Socorro             | LINEAR                | —         | MPC                           |
| 251779     | 1999 RL70  | 7 set 1999  | Socorro             | LINEAR                | —         | MPC                           |
| 251780     | 1999 RV82  | 7 set 1999  | Socorro             | LINEAR                | —         | MPC                           |
| 251781     | 1999 RL106 | 8 set 1999  | Socorro             | LINEAR                | —         | MPC                           |
| 251782     | 1999 RQ147 | 9 set 1999  | Socorro             | LINEAR                | —         | MPC                           |
| 251783     | 1999 RD148 | 9 set 1999  | Socorro             | LINEAR                | —         | MPC                           |
| 251784     | 1999 RN185 | 9 set 1999  | Socorro             | LINEAR                | —         | MPC                           |
| 251785     | 1999 RP186 | 9 set 1999  | Socorro             | LINEAR                | —         | MPC                           |
| 251786     | 1999 RB207 | 8 set 1999  | Socorro             | LINEAR                | —         | MPC                           |
| 251787     | 1999 RP208 | 8 set 1999  | Socorro             | LINEAR                | —         | MPC                           |
| 251788     | 1999 RM212 | 8 set 1999  | Socorro             | LINEAR                | —         | MPC                           |
| 251789     | 1999 RZ222 | 7 set 1999  | Catalina            | CSS                   | —         | MPC                           |
| 251790     | 1999 RM228 | 8 set 1999  | Catalina            | CSS                   | —         | MPC                           |
| 251791     | 1999 SA12  | 30 set 1999 | Catalina            | CSS                   | —         | MPC                           |
| 251792     | 1999 SY20  | 30 set 1999 | Kitt Peak           | Spacewatch            | —         | MPC                           |
| 251793     | 1999 SD23  | 30 set 1999 | Kitt Peak           | Spacewatch            | —         | MPC                           |
| 251794     | 1999 SL23  | 30 set 1999 | Kitt Peak           | Spacewatch            | —         | MPC                           |
| 251795     | 1999 TU2   | 2 out 1999  | Kitt Peak           | Spacewatch            | —         | MPC                           |
| 251796     | 1999 TO9   | 8 out 1999  | Višnjan Observatory | K. Korlević, M. Jurić | —         | MPC                           |
| 251797     | 1999 TS21  | 2 out 1999  | Kitt Peak           | Spacewatch            | —         | MPC                           |
| 251798     | 1999 TG35  | 4 out 1999  | Socorro             | LINEAR                | Juno      | MPC                           |
| 251799     | 1999 TK36  | 12 out 1999 | Anderson Mesa       | LONEOS                | —         | MPC                           |
| 251800     | 1999 TY37  | 1 out 1999  | Catalina            | CSS                   | —         | MPC                           |

## 251801–251900
| Designação | Designação | Descoberta  | Descoberta   | Descobridor(es) | Categoria | Mais informações / Referência |
| Permanente | Provisória | Data        | Local        | Descobridor(es) | Categoria | Mais informações / Referência |
| ---------- | ---------- | ----------- | ------------ | --------------- | --------- | ----------------------------- |
| 251801     | 1999 TL48  | 4 out 1999  | Kitt Peak    | Spacewatch      | Ursula    | MPC                           |
| 251802     | 1999 TQ51  | 4 out 1999  | Kitt Peak    | Spacewatch      | —         | MPC                           |
| 251803     | 1999 TV51  | 4 out 1999  | Kitt Peak    | Spacewatch      | —         | MPC                           |
| 251804     | 1999 TY53  | 6 out 1999  | Kitt Peak    | Spacewatch      | —         | MPC                           |
| 251805     | 1999 TT54  | 6 out 1999  | Kitt Peak    | Spacewatch      | —         | MPC                           |
| 251806     | 1999 TO59  | 7 out 1999  | Kitt Peak    | Spacewatch      | —         | MPC                           |
| 251807     | 1999 TK60  | 7 out 1999  | Kitt Peak    | Spacewatch      | —         | MPC                           |
| 251808     | 1999 TD61  | 7 out 1999  | Kitt Peak    | Spacewatch      | —         | MPC                           |
| 251809     | 1999 TS62  | 7 out 1999  | Kitt Peak    | Spacewatch      | —         | MPC                           |
| 251810     | 1999 TR66  | 8 out 1999  | Kitt Peak    | Spacewatch      | —         | MPC                           |
| 251811     | 1999 TP73  | 10 out 1999 | Kitt Peak    | Spacewatch      | Mitidika  | MPC                           |
| 251812     | 1999 TF76  | 10 out 1999 | Kitt Peak    | Spacewatch      | —         | MPC                           |
| 251813     | 1999 TY76  | 10 out 1999 | Kitt Peak    | Spacewatch      | —         | MPC                           |
| 251814     | 1999 TC77  | 10 out 1999 | Kitt Peak    | Spacewatch      | —         | MPC                           |
| 251815     | 1999 TP79  | 11 out 1999 | Kitt Peak    | Spacewatch      | —         | MPC                           |
| 251816     | 1999 TO81  | 12 out 1999 | Kitt Peak    | Spacewatch      | —         | MPC                           |
| 251817     | 1999 TG94  | 2 out 1999  | Socorro      | LINEAR          | —         | MPC                           |
| 251818     | 1999 TY109 | 4 out 1999  | Socorro      | LINEAR          | —         | MPC                           |
| 251819     | 1999 TP135 | 6 out 1999  | Socorro      | LINEAR          | —         | MPC                           |
| 251820     | 1999 TD145 | 7 out 1999  | Socorro      | LINEAR          | —         | MPC                           |
| 251821     | 1999 TY161 | 9 out 1999  | Socorro      | LINEAR          | —         | MPC                           |
| 251822     | 1999 TQ164 | 10 out 1999 | Socorro      | LINEAR          | —         | MPC                           |
| 251823     | 1999 TS164 | 10 out 1999 | Socorro      | LINEAR          | —         | MPC                           |
| 251824     | 1999 TJ177 | 10 out 1999 | Socorro      | LINEAR          | Mitidika  | MPC                           |
| 251825     | 1999 TH179 | 10 out 1999 | Socorro      | LINEAR          | —         | MPC                           |
| 251826     | 1999 TK179 | 10 out 1999 | Socorro      | LINEAR          | —         | MPC                           |
| 251827     | 1999 TS192 | 12 out 1999 | Socorro      | LINEAR          | —         | MPC                           |
| 251828     | 1999 TE195 | 12 out 1999 | Socorro      | LINEAR          | —         | MPC                           |
| 251829     | 1999 TJ196 | 12 out 1999 | Socorro      | LINEAR          | —         | MPC                           |
| 251830     | 1999 TY198 | 12 out 1999 | Socorro      | LINEAR          | —         | MPC                           |
| 251831     | 1999 TS202 | 13 out 1999 | Socorro      | LINEAR          | —         | MPC                           |
| 251832     | 1999 TW209 | 14 out 1999 | Socorro      | LINEAR          | —         | MPC                           |
| 251833     | 1999 TE212 | 15 out 1999 | Socorro      | LINEAR          | —         | MPC                           |
| 251834     | 1999 TD213 | 15 out 1999 | Socorro      | LINEAR          | —         | MPC                           |
| 251835     | 1999 TB214 | 15 out 1999 | Socorro      | LINEAR          | —         | MPC                           |
| 251836     | 1999 TR214 | 15 out 1999 | Socorro      | LINEAR          | —         | MPC                           |
| 251837     | 1999 TS217 | 15 out 1999 | Socorro      | LINEAR          | —         | MPC                           |
| 251838     | 1999 TV246 | 6 out 1999  | Socorro      | LINEAR          | —         | MPC                           |
| 251839     | 1999 TB250 | 9 out 1999  | Catalina     | CSS             | —         | MPC                           |
| 251840     | 1999 TS255 | 9 out 1999  | Kitt Peak    | Spacewatch      | —         | MPC                           |
| 251841     | 1999 TL259 | 9 out 1999  | Socorro      | LINEAR          | Mitidika  | MPC                           |
| 251842     | 1999 TE262 | 13 out 1999 | Socorro      | LINEAR          | —         | MPC                           |
| 251843     | 1999 TY263 | 15 out 1999 | Kitt Peak    | Spacewatch      | —         | MPC                           |
| 251844     | 1999 TV267 | 3 out 1999  | Socorro      | LINEAR          | —         | MPC                           |
| 251845     | 1999 TX271 | 3 out 1999  | Socorro      | LINEAR          | —         | MPC                           |
| 251846     | 1999 TJ294 | 1 out 1999  | Kitt Peak    | Spacewatch      | —         | MPC                           |
| 251847     | 1999 TD298 | 1 out 1999  | Catalina     | CSS             | —         | MPC                           |
| 251848     | 1999 TB306 | 6 out 1999  | Socorro      | LINEAR          | Brangane  | MPC                           |
| 251849     | 1999 TA312 | 8 out 1999  | Kitt Peak    | Spacewatch      | Ursula    | MPC                           |
| 251850     | 1999 TN321 | 12 out 1999 | Socorro      | LINEAR          | Brangane  | MPC                           |
| 251851     | 1999 TG333 | 13 out 1999 | Apache Point | SDSS            | —         | MPC                           |
| 251852     | 1999 UD10  | 31 out 1999 | Socorro      | LINEAR          | —         | MPC                           |
| 251853     | 1999 UW14  | 29 out 1999 | Catalina     | CSS             | —         | MPC                           |
| 251854     | 1999 UB21  | 31 out 1999 | Kitt Peak    | Spacewatch      | —         | MPC                           |
| 251855     | 1999 UX22  | 31 out 1999 | Kitt Peak    | Spacewatch      | —         | MPC                           |
| 251856     | 1999 UA30  | 31 out 1999 | Kitt Peak    | Spacewatch      | —         | MPC                           |
| 251857     | 1999 UT31  | 31 out 1999 | Kitt Peak    | Spacewatch      | —         | MPC                           |
| 251858     | 1999 UW31  | 31 out 1999 | Kitt Peak    | Spacewatch      | Mitidika  | MPC                           |
| 251859     | 1999 UG32  | 31 out 1999 | Kitt Peak    | Spacewatch      | —         | MPC                           |
| 251860     | 1999 UL34  | 31 out 1999 | Kitt Peak    | Spacewatch      | —         | MPC                           |
| 251861     | 1999 UW39  | 31 out 1999 | Kitt Peak    | Spacewatch      | —         | MPC                           |
| 251862     | 1999 UO40  | 16 out 1999 | Socorro      | LINEAR          | —         | MPC                           |
| 251863     | 1999 UL53  | 19 out 1999 | Kitt Peak    | Spacewatch      | —         | MPC                           |
| 251864     | 1999 UX58  | 30 out 1999 | Socorro      | LINEAR          | —         | MPC                           |
| 251865     | 1999 VY12  | 1 nov 1999  | Socorro      | LINEAR          | Juno      | MPC                           |
| 251866     | 1999 VY13  | 2 nov 1999  | Socorro      | LINEAR          | —         | MPC                           |
| 251867     | 1999 VV16  | 2 nov 1999  | Kitt Peak    | Spacewatch      | —         | MPC                           |
| 251868     | 1999 VL17  | 2 nov 1999  | Kitt Peak    | Spacewatch      | —         | MPC                           |
| 251869     | 1999 VO17  | 2 nov 1999  | Kitt Peak    | Spacewatch      | —         | MPC                           |
| 251870     | 1999 VB18  | 2 nov 1999  | Kitt Peak    | Spacewatch      | —         | MPC                           |
| 251871     | 1999 VE18  | 2 nov 1999  | Kitt Peak    | Spacewatch      | —         | MPC                           |
| 251872     | 1999 VP18  | 2 nov 1999  | Kitt Peak    | Spacewatch      | —         | MPC                           |
| 251873     | 1999 VM31  | 3 nov 1999  | Socorro      | LINEAR          | —         | MPC                           |
| 251874     | 1999 VV42  | 4 nov 1999  | Kitt Peak    | Spacewatch      | —         | MPC                           |
| 251875     | 1999 VQ44  | 4 nov 1999  | Catalina     | CSS             | —         | MPC                           |
| 251876     | 1999 VK46  | 3 nov 1999  | Socorro      | LINEAR          | —         | MPC                           |
| 251877     | 1999 VE52  | 3 nov 1999  | Socorro      | LINEAR          | —         | MPC                           |
| 251878     | 1999 VE54  | 4 nov 1999  | Socorro      | LINEAR          | —         | MPC                           |
| 251879     | 1999 VW59  | 4 nov 1999  | Socorro      | LINEAR          | —         | MPC                           |
| 251880     | 1999 VM70  | 4 nov 1999  | Socorro      | LINEAR          | —         | MPC                           |
| 251881     | 1999 VN71  | 4 nov 1999  | Socorro      | LINEAR          | —         | MPC                           |
| 251882     | 1999 VU73  | 1 nov 1999  | Kitt Peak    | Spacewatch      | —         | MPC                           |
| 251883     | 1999 VB76  | 5 nov 1999  | Kitt Peak    | Spacewatch      | Mitidika  | MPC                           |
| 251884     | 1999 VF77  | 5 nov 1999  | Kitt Peak    | Spacewatch      | —         | MPC                           |
| 251885     | 1999 VT79  | 4 nov 1999  | Socorro      | LINEAR          | Juno      | MPC                           |
| 251886     | 1999 VV86  | 7 nov 1999  | Socorro      | LINEAR          | —         | MPC                           |
| 251887     | 1999 VT89  | 5 nov 1999  | Socorro      | LINEAR          | —         | MPC                           |
| 251888     | 1999 VK94  | 9 nov 1999  | Socorro      | LINEAR          | —         | MPC                           |
| 251889     | 1999 VR94  | 9 nov 1999  | Socorro      | LINEAR          | —         | MPC                           |
| 251890     | 1999 VE96  | 9 nov 1999  | Socorro      | LINEAR          | —         | MPC                           |
| 251891     | 1999 VZ101 | 9 nov 1999  | Socorro      | LINEAR          | —         | MPC                           |
| 251892     | 1999 VT103 | 9 nov 1999  | Socorro      | LINEAR          | —         | MPC                           |
| 251893     | 1999 VG105 | 9 nov 1999  | Socorro      | LINEAR          | —         | MPC                           |
| 251894     | 1999 VO107 | 9 nov 1999  | Socorro      | LINEAR          | —         | MPC                           |
| 251895     | 1999 VL108 | 9 nov 1999  | Socorro      | LINEAR          | —         | MPC                           |
| 251896     | 1999 VG111 | 9 nov 1999  | Socorro      | LINEAR          | —         | MPC                           |
| 251897     | 1999 VG112 | 9 nov 1999  | Socorro      | LINEAR          | —         | MPC                           |
| 251898     | 1999 VQ112 | 9 nov 1999  | Socorro      | LINEAR          | —         | MPC                           |
| 251899     | 1999 VE120 | 4 nov 1999  | Kitt Peak    | Spacewatch      | —         | MPC                           |
| 251900     | 1999 VV120 | 4 nov 1999  | Kitt Peak    | Spacewatch      | —         | MPC                           |

## 251901–252000
| Designação | Designação | Descoberta  | Descoberta    | Descobridor(es) | Categoria | Mais informações / Referência |
| Permanente | Provisória | Data        | Local         | Descobridor(es) | Categoria | Mais informações / Referência |
| ---------- | ---------- | ----------- | ------------- | --------------- | --------- | ----------------------------- |
| 251901     | 1999 VY120 | 4 nov 1999  | Kitt Peak     | Spacewatch      | —         | MPC                           |
| 251902     | 1999 VV121 | 4 nov 1999  | Kitt Peak     | Spacewatch      | —         | MPC                           |
| 251903     | 1999 VF122 | 4 nov 1999  | Kitt Peak     | Spacewatch      | —         | MPC                           |
| 251904     | 1999 VY122 | 5 nov 1999  | Kitt Peak     | Spacewatch      | —         | MPC                           |
| 251905     | 1999 VV133 | 10 nov 1999 | Kitt Peak     | Spacewatch      | Brangane  | MPC                           |
| 251906     | 1999 VX134 | 10 nov 1999 | Kitt Peak     | Spacewatch      | —         | MPC                           |
| 251907     | 1999 VB137 | 12 nov 1999 | Socorro       | LINEAR          | Brangane  | MPC                           |
| 251908     | 1999 VU141 | 10 nov 1999 | Kitt Peak     | Spacewatch      | —         | MPC                           |
| 251909     | 1999 VE143 | 14 nov 1999 | Kitt Peak     | Spacewatch      | —         | MPC                           |
| 251910     | 1999 VG147 | 12 nov 1999 | Socorro       | LINEAR          | —         | MPC                           |
| 251911     | 1999 VT147 | 14 nov 1999 | Socorro       | LINEAR          | —         | MPC                           |
| 251912     | 1999 VV147 | 14 nov 1999 | Socorro       | LINEAR          | —         | MPC                           |
| 251913     | 1999 VJ153 | 11 nov 1999 | Kitt Peak     | Spacewatch      | —         | MPC                           |
| 251914     | 1999 VQ154 | 12 nov 1999 | Kitt Peak     | Spacewatch      | Mitidika  | MPC                           |
| 251915     | 1999 VJ155 | 15 nov 1999 | Kitt Peak     | Spacewatch      | —         | MPC                           |
| 251916     | 1999 VO155 | 9 nov 1999  | Socorro       | LINEAR          | —         | MPC                           |
| 251917     | 1999 VR156 | 12 nov 1999 | Socorro       | LINEAR          | —         | MPC                           |
| 251918     | 1999 VV158 | 14 nov 1999 | Socorro       | LINEAR          | —         | MPC                           |
| 251919     | 1999 VQ163 | 14 nov 1999 | Socorro       | LINEAR          | —         | MPC                           |
| 251920     | 1999 VR165 | 14 nov 1999 | Socorro       | LINEAR          | —         | MPC                           |
| 251921     | 1999 VR179 | 6 nov 1999  | Socorro       | LINEAR          | —         | MPC                           |
| 251922     | 1999 VH193 | 1 nov 1999  | Catalina      | CSS             | —         | MPC                           |
| 251923     | 1999 VO195 | 3 nov 1999  | Catalina      | CSS             | —         | MPC                           |
| 251924     | 1999 VT195 | 3 nov 1999  | Anderson Mesa | LONEOS          | —         | MPC                           |
| 251925     | 1999 VW204 | 10 nov 1999 | Kitt Peak     | Spacewatch      | —         | MPC                           |
| 251926     | 1999 VZ204 | 10 nov 1999 | Kitt Peak     | Spacewatch      | Ursula    | MPC                           |
| 251927     | 1999 VE206 | 12 nov 1999 | Socorro       | LINEAR          | —         | MPC                           |
| 251928     | 1999 VO206 | 9 nov 1999  | Catalina      | CSS             | —         | MPC                           |
| 251929     | 1999 VE209 | 14 nov 1999 | Socorro       | LINEAR          | Mitidika  | MPC                           |
| 251930     | 1999 VA210 | 12 nov 1999 | Socorro       | LINEAR          | —         | MPC                           |
| 251931     | 1999 VQ210 | 13 nov 1999 | Catalina      | CSS             | —         | MPC                           |
| 251932     | 1999 VW210 | 13 nov 1999 | Catalina      | CSS             | Ursula    | MPC                           |
| 251933     | 1999 VS216 | 1 nov 1999  | Kitt Peak     | Spacewatch      | —         | MPC                           |
| 251934     | 1999 VN217 | 5 nov 1999  | Socorro       | LINEAR          | —         | MPC                           |
| 251935     | 1999 VR219 | 5 nov 1999  | Kitt Peak     | Spacewatch      | —         | MPC                           |
| 251936     | 1999 VM225 | 5 nov 1999  | Socorro       | LINEAR          | Juno      | MPC                           |
| 251937     | 1999 WN8   | 29 nov 1999 | Monte Agliale | S. Donati       | —         | MPC                           |
| 251938     | 1999 WD11  | 30 nov 1999 | Kitt Peak     | Spacewatch      | —         | MPC                           |
| 251939     | 1999 WG14  | 28 nov 1999 | Kitt Peak     | Spacewatch      | —         | MPC                           |
| 251940     | 1999 WT15  | 29 nov 1999 | Kitt Peak     | Spacewatch      | —         | MPC                           |
| 251941     | 1999 WT18  | 30 nov 1999 | Kitt Peak     | Spacewatch      | Mitidika  | MPC                           |
| 251942     | 1999 WR25  | 29 nov 1999 | Kitt Peak     | Spacewatch      | —         | MPC                           |
| 251943     | 1999 XY8   | 5 dez 1999  | Socorro       | LINEAR          | Juno      | MPC                           |
| 251944     | 1999 XR23  | 6 dez 1999  | Socorro       | LINEAR          | —         | MPC                           |
| 251945     | 1999 XX44  | 7 dez 1999  | Socorro       | LINEAR          | —         | MPC                           |
| 251946     | 1999 XV56  | 7 dez 1999  | Socorro       | LINEAR          | —         | MPC                           |
| 251947     | 1999 XG62  | 7 dez 1999  | Socorro       | LINEAR          | —         | MPC                           |
| 251948     | 1999 XA65  | 7 dez 1999  | Socorro       | LINEAR          | —         | MPC                           |
| 251949     | 1999 XL66  | 7 dez 1999  | Socorro       | LINEAR          | —         | MPC                           |
| 251950     | 1999 XL79  | 7 dez 1999  | Socorro       | LINEAR          | —         | MPC                           |
| 251951     | 1999 XE80  | 7 dez 1999  | Socorro       | LINEAR          | —         | MPC                           |
| 251952     | 1999 XM91  | 7 dez 1999  | Socorro       | LINEAR          | —         | MPC                           |
| 251953     | 1999 XX94  | 7 dez 1999  | Socorro       | LINEAR          | —         | MPC                           |
| 251954     | 1999 XV106 | 4 dez 1999  | Catalina      | CSS             | —         | MPC                           |
| 251955     | 1999 XR129 | 12 dez 1999 | Socorro       | LINEAR          | —         | MPC                           |
| 251956     | 1999 XC145 | 7 dez 1999  | Kitt Peak     | Spacewatch      | —         | MPC                           |
| 251957     | 1999 XN228 | 14 dez 1999 | Kitt Peak     | Spacewatch      | Ursula    | MPC                           |
| 251958     | 1999 XL241 | 8 dez 1999  | Socorro       | LINEAR          | —         | MPC                           |
| 251959     | 1999 XL243 | 3 dez 1999  | Kitt Peak     | Spacewatch      | Brangane  | MPC                           |
| 251960     | 1999 XO247 | 6 dez 1999  | Kitt Peak     | Spacewatch      | —         | MPC                           |
| 251961     | 1999 XV254 | 12 dez 1999 | Kitt Peak     | Spacewatch      | —         | MPC                           |
| 251962     | 1999 XT258 | 5 dez 1999  | Kitt Peak     | Spacewatch      | —         | MPC                           |
| 251963     | 1999 XH261 | 5 dez 1999  | Anderson Mesa | LONEOS          | —         | MPC                           |
| 251964     | 1999 YL6   | 30 dez 1999 | Socorro       | LINEAR          | —         | MPC                           |
| 251965     | 1999 YD7   | 30 dez 1999 | Socorro       | LINEAR          | —         | MPC                           |
| 251966     | 2000 AJ1   | 2 jan 2000  | Socorro       | LINEAR          | —         | MPC                           |
| 251967     | 2000 AY44  | 5 jan 2000  | Kitt Peak     | Spacewatch      | —         | MPC                           |
| 251968     | 2000 AK73  | 5 jan 2000  | Socorro       | LINEAR          | —         | MPC                           |
| 251969     | 2000 AV89  | 5 jan 2000  | Socorro       | LINEAR          | —         | MPC                           |
| 251970     | 2000 AQ92  | 2 jan 2000  | Socorro       | LINEAR          | —         | MPC                           |
| 251971     | 2000 AN150 | 8 jan 2000  | Socorro       | LINEAR          | —         | MPC                           |
| 251972     | 2000 AW157 | 3 jan 2000  | Socorro       | LINEAR          | —         | MPC                           |
| 251973     | 2000 AQ170 | 7 jan 2000  | Socorro       | LINEAR          | —         | MPC                           |
| 251974     | 2000 AR216 | 8 jan 2000  | Kitt Peak     | Spacewatch      | Mitidika  | MPC                           |
| 251975     | 2000 AG218 | 8 jan 2000  | Kitt Peak     | Spacewatch      | —         | MPC                           |
| 251976     | 2000 AB223 | 9 jan 2000  | Kitt Peak     | Spacewatch      | —         | MPC                           |
| 251977     | 2000 AG226 | 12 jan 2000 | Kitt Peak     | Spacewatch      | Meliboea  | MPC                           |
| 251978     | 2000 AR240 | 7 jan 2000  | Socorro       | LINEAR          | —         | MPC                           |
| 251979     | 2000 AU244 | 8 jan 2000  | Socorro       | LINEAR          | —         | MPC                           |
| 251980     | 2000 BE    | 16 jan 2000 | Višnjan       | K. Korlević     | —         | MPC                           |
| 251981     | 2000 CC57  | 5 fev 2000  | Socorro       | LINEAR          | —         | MPC                           |
| 251982     | 2000 CP64  | 3 fev 2000  | Socorro       | LINEAR          | —         | MPC                           |
| 251983     | 2000 CR100 | 10 fev 2000 | Kitt Peak     | Spacewatch      | —         | MPC                           |
| 251984     | 2000 CK131 | 3 fev 2000  | Kitt Peak     | Spacewatch      | —         | MPC                           |
| 251985     | 2000 DW10  | 26 fev 2000 | Kitt Peak     | Spacewatch      | —         | MPC                           |
| 251986     | 2000 DR11  | 27 fev 2000 | Kitt Peak     | Spacewatch      | —         | MPC                           |
| 251987     | 2000 DS11  | 27 fev 2000 | Kitt Peak     | Spacewatch      | —         | MPC                           |
| 251988     | 2000 DQ76  | 29 fev 2000 | Socorro       | LINEAR          | Phocaea   | MPC                           |
| 251989     | 2000 DY109 | 29 fev 2000 | Socorro       | LINEAR          | —         | MPC                           |
| 251990     | 2000 ER25  | 8 mar 2000  | Kitt Peak     | Spacewatch      | —         | MPC                           |
| 251991     | 2000 ET52  | 3 mar 2000  | Kitt Peak     | Spacewatch      | —         | MPC                           |
| 251992     | 2000 EO53  | 8 mar 2000  | Kitt Peak     | Spacewatch      | —         | MPC                           |
| 251993     | 2000 EX66  | 10 mar 2000 | Socorro       | LINEAR          | Phocaea   | MPC                           |
| 251994     | 2000 EO98  | 9 mar 2000  | Kitt Peak     | Spacewatch      | —         | MPC                           |
| 251995     | 2000 EQ98  | 9 mar 2000  | Kitt Peak     | Spacewatch      | —         | MPC                           |
| 251996     | 2000 EY114 | 10 mar 2000 | Kitt Peak     | Spacewatch      | —         | MPC                           |
| 251997     | 2000 EG115 | 10 mar 2000 | Kitt Peak     | Spacewatch      | —         | MPC                           |
| 251998     | 2000 EY125 | 11 mar 2000 | Anderson Mesa | LONEOS          | —         | MPC                           |
| 251999     | 2000 EN126 | 11 mar 2000 | Anderson Mesa | LONEOS          | —         | MPC                           |
| 252000     | 2000 EK136 | 12 mar 2000 | Catalina      | CSS             | —         | MPC                           |